# Fahrrad

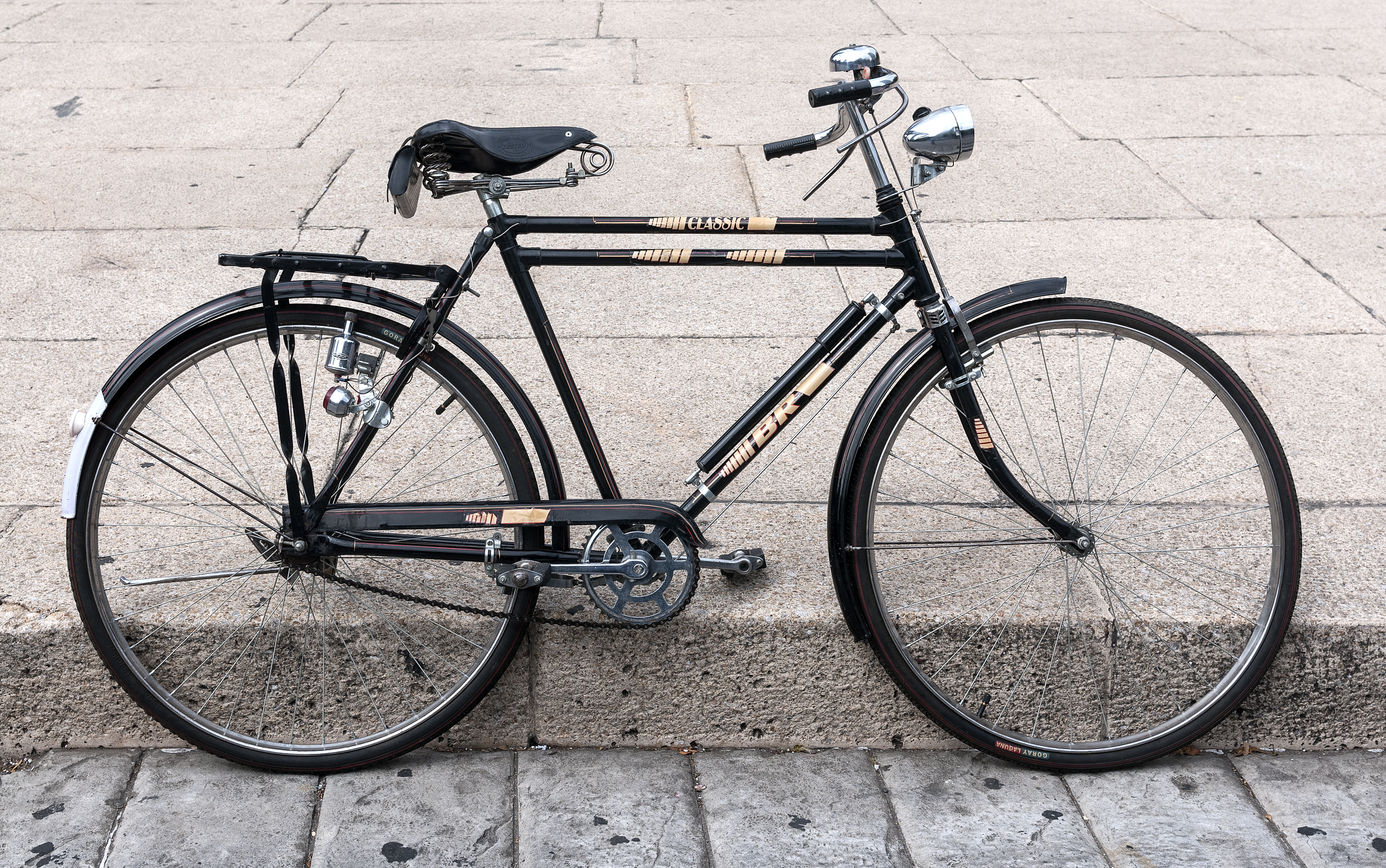
28-Zoll-Herren-Tourenrad,
hier: gemuffter Diamantrahmen
mit doppeltem Oberrohr

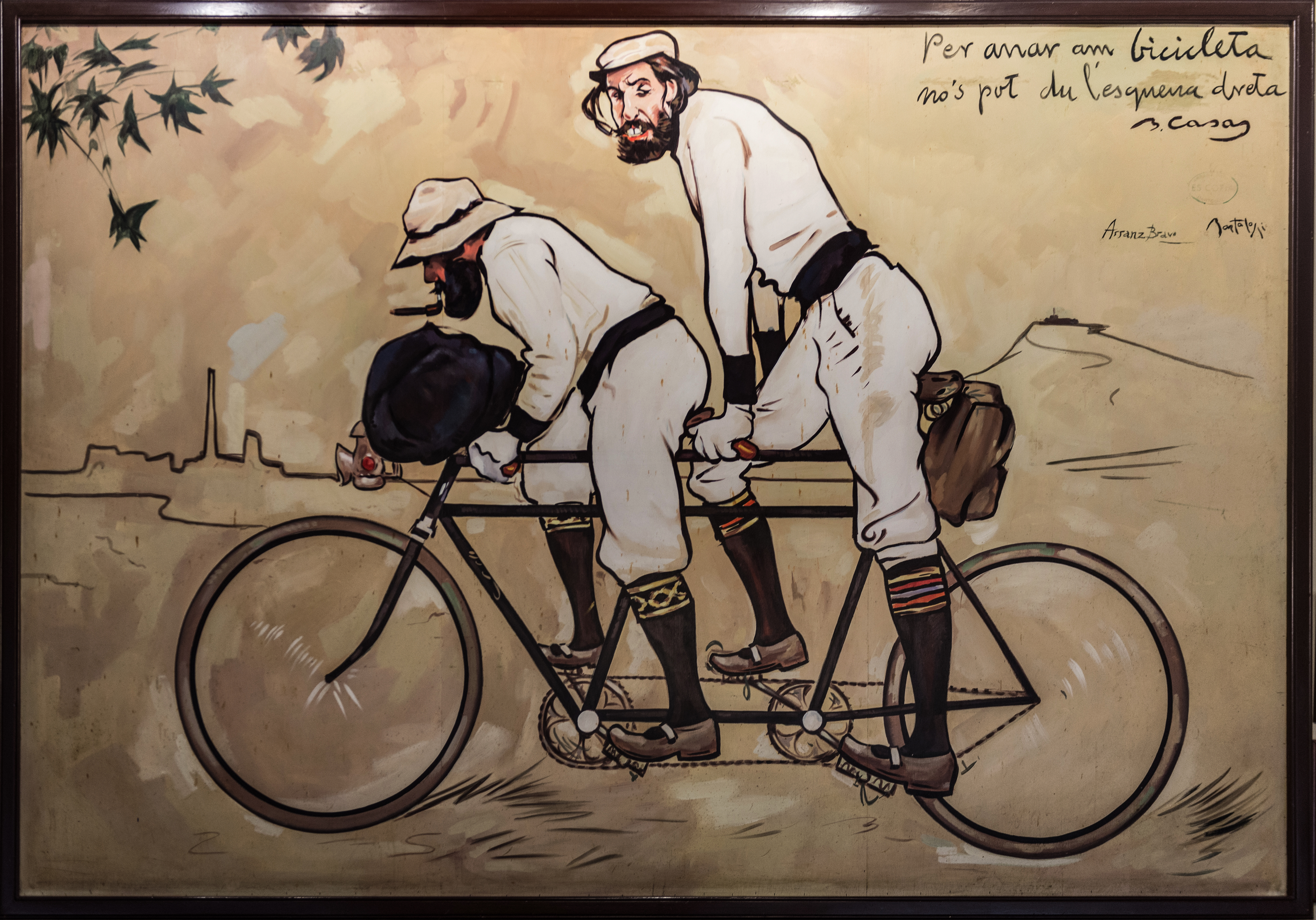
Ramon Casas i Pere Romeu en un tàndem, Gemälde von Ramon Casas i Carbó von 1897

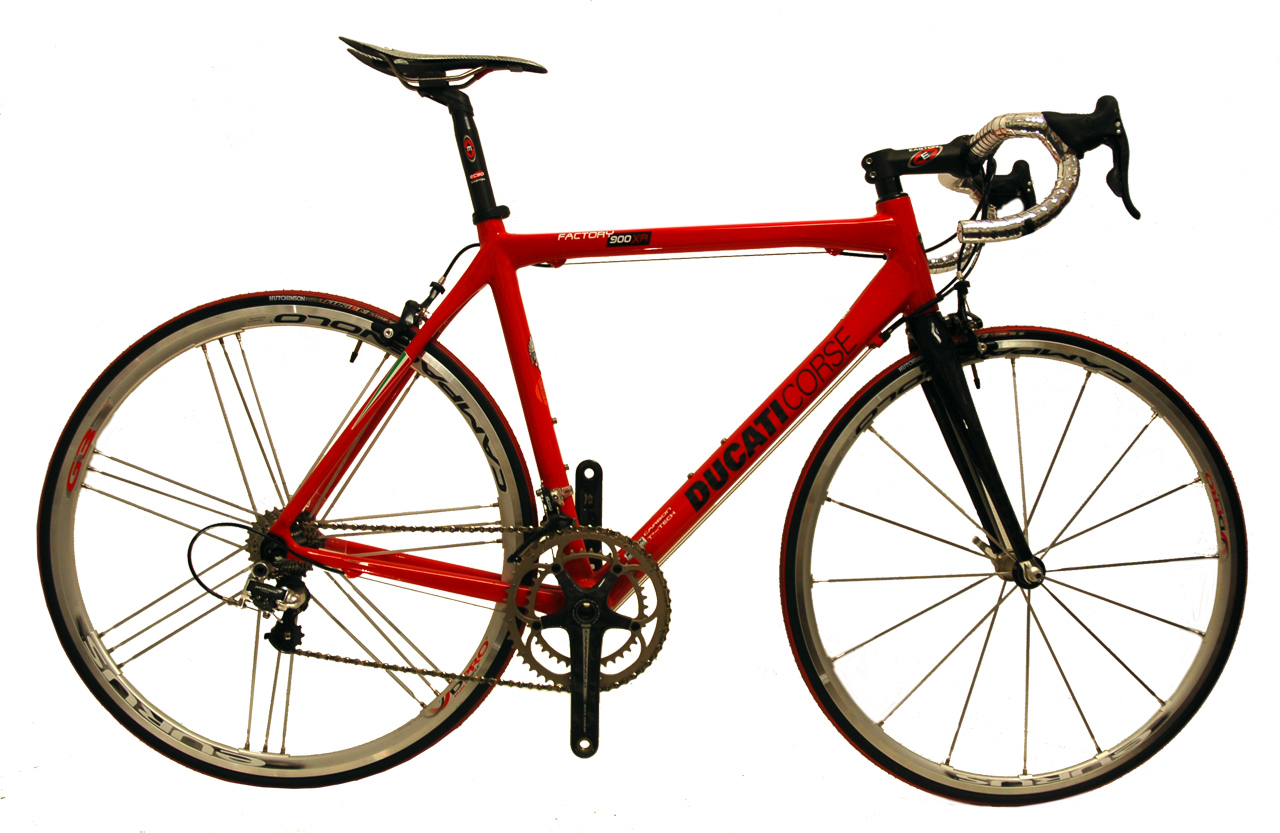
Ein Rennrad von Ducati

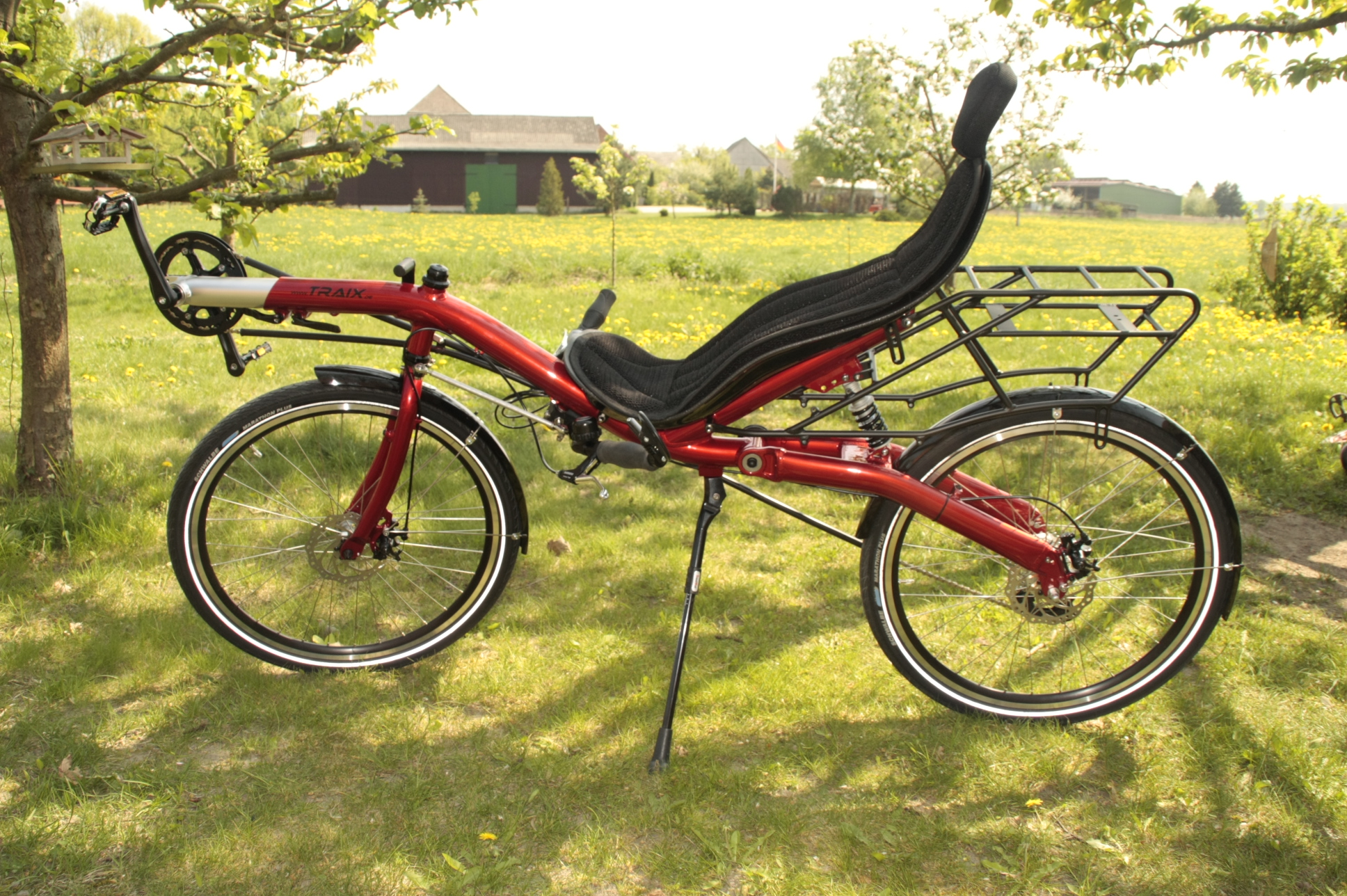
Ein Liegerad (hier ein Kurzlieger)

Ein Fahrrad, kurz Rad, in der Schweiz Velo (von französisch le vélo, Kurzform für vélocipède ‚Schnellfuß‘; lateinisch velox ‚schnell‘ und pes ‚Fuß‘), ist ein meist zweirädriges, einspuriges Landfahrzeug, das üblicherweise, naturgemäß mit Ausnahme von Elektrofahrrädern, vollständig durch Muskelkraft fortbewegt wird.
Durch den Nachlauf entsteht bei einem Lenkausschlag ein Drehmoment, das diesem als Rückstellmoment entgegengerichtet ist. Dadurch lenkt das rollende Fahrzeug selbstständig zurück bis (fast) zur Geradeausstellung. Die Kreiselkräfte stabilisieren das Fahrrad beim Fahren zusätzlich abhängig vom Trägheitsmoment und der Geschwindigkeit. Außerdem haben weitere Faktoren wie die Masseverteilung einen Einfluss auf die Fahrstabilität von einspurigen Fahrzeugen (siehe auch: Fahrphysik (Fahrrad)).
Für die Benutzung eines Fahrrades im öffentlichen Straßenverkehr gibt es in jedem Land spezifische gesetzliche Bestimmungen (siehe Radverkehr und speziell für Elektrofahrräder deren Nutzungs-Bestimmungen).

## Sonderformen
- Ein Einrad hat nur ein Laufrad, über welchem alle Kipprichtungen balanciert werden müssen.
- Das Tandemrad ist eine Sonderform, die es zwei oder mehr Personen ermöglicht, einen eigenen Sitzplatz einzunehmen und die eigene Muskelkraft einzusetzen.
- Sonderformen wie Dreiräder für Kinder oder Senioren und dreirädrige Liegeräder haben drei Räder und sind damit dreispurig.
- Fahrradrikschas (wie beispielsweise Fahrradtaxis) können sowohl dreirädrig als auch vierrädrig (zweispurig) sein.
- Eine weitere Sonderform sind Experimentalfahrräder, welche eine Vielzahl von Laufrädern oder andere muskelbetriebene Antriebsformen aufweisen.

## Name
Das Wort Fahrrad wurde von den deutschen Radfahrervereinen 1885 als deutsche Entsprechung für die englische Bezeichnung bicycle (englisch von französisch le vélocipède bicycle ‚das zweirädrige Veloziped‘) eingeführt. Der neue Ausdruck trat im alltäglichen Sprachgebrauch zunehmend neben die aus dem Französischen entlehnte etablierte Bezeichnung Veloziped. Er konnte sich letztlich durchsetzen, als in der Zeit der Weimarer Republik das Französische als die Sprache des Hochadels zusehends abgelehnt wurde. Auch die Wörter Radfahrer (umgangssprachlich: Radler) und Radfahren stammen von deutschen Radfahrervereinen. Bis zur Mitte der 1920er Jahre war der Ausdruck Fahrrad eher für Motorräder verwendet worden, und deren Motor hieß häufig Fahrradmotor.
Regionale Bezeichnungen sind Fietse im Niederdeutschen (ähnlich „Fiets“ im Niederländischen) und Leeze in der Sondersprache Masematte in Teilen des Münsterlands. In einigen deutschen Mundarten wird das Fahrrad als Variation von Veloziped bezeichnet, wie etwa im Solinger Platt Flitzepie oder im Sauerländischen Flitzepääd. Die deutschsprachige Schweiz behielt die Abkürzung Velo als Abkürzung von vélocipède bis heute bei. In Bayern und Österreich wird es auch Fahrradl oder kurz Radl genannt.
Allgemeine scherzhafte Bezeichnungen für das Fahrrad sind Drahtesel und Stahlross.

## Internationale Aktions- bzw. Gedenktage

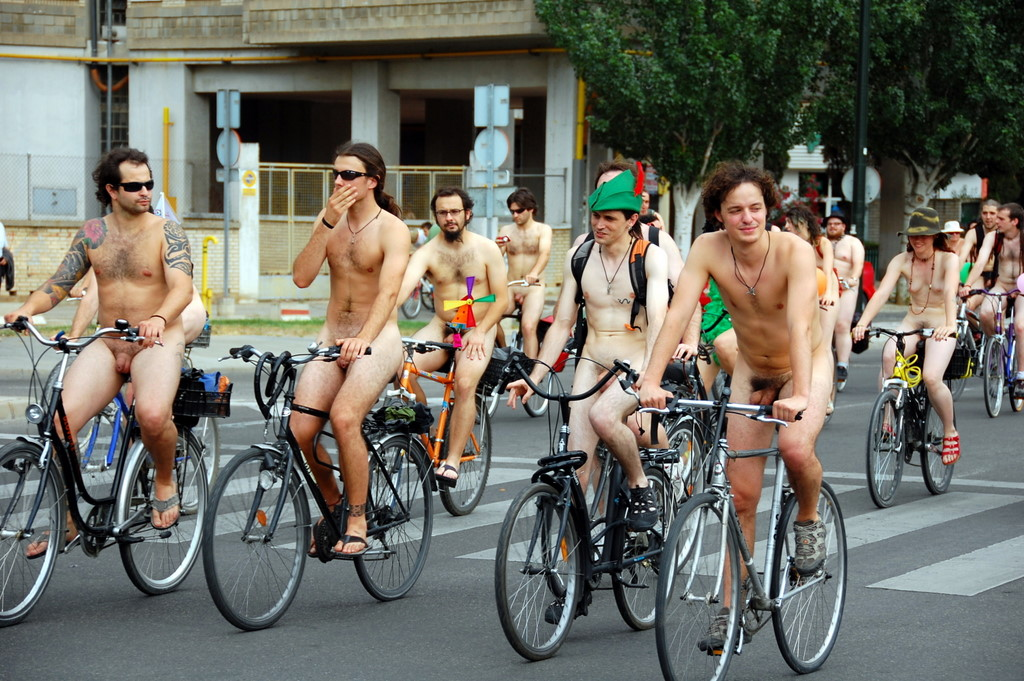
World Naked Bike Ride Saragossa 2009

Einmal im Monat, meistens am letzten Freitag eines Monats, wird weltweit in Form von Critical Mass-Fahrradrundfahrten („Kritische Masse“) für bessere Radfahrbedingungen demonstriert.
Beim World Naked Bike Ridewird mehr oder weniger unbekleidet gefahren, auch um die Verletzlichkeit von Fahrradfahrenden zu verdeutlichen.
Die Kidical Mass (Kofferwort aus „Kid“ (engl. für Kind) und Critical Mass) findet für Kinder und Jugendliche in Begleitung unterstützender Erwachsener statt.
Jährlich am 3. Juni werden der am 12. April 2018 als ein offizieller UN-Tag des Bewusstseins über die gesellschaftlichen Vorteile der Fahrradnutzung von den Vereinten Nationen ausgerufene „Weltfahrrad-“ bzw. bereits seit 1998 auch der „Europäische Tag des Fahrrads“ begangen.
Jeweils am 3. Mai-Mittwoch eines Jahres wird international der Ride of Silence veranstaltet („Stille Fahrradfahrt“), an dem Radfahrende an ihre im Verkehr verunglückten bzw. gestorbenen Kollegen erinnern und ihrer gedenken, 2020 an fast 140 Orten in sieben Ländern weltweit (Stand 18. Mai).
Der jährlich am 19. April stattfindende Bicycle Day hingegen ist, anders als der Name vermuten lässt, kein fahrradbezogener Aktionstag, sondern der Jahrestag der LSD-Entdeckung, da dessen Entdecker Albert Hofmann an diesem Tag (19. April 1943) den ersten LSD-Rausch hatte und in diesem Zustand mit dem Fahrrad fuhr.

## Geschichte

### Allgemeiner Überblick
Muskelkraftwagen wurden schon im Mittelalter gebraucht, meistens als Wägelchen mit Lakaien-Fußantrieb in herrschaftlichen Gärten. Eine Ausnahme bildeten Wagen für Behinderte, von denen der mit den Armen bewegte Wagen des querschnittsgelähmten Uhrmachers Stephan Farfler der bekannteste ist.

### Draisine
Im Jahr 1817 stellte der badische Forstbeamte Karl Drais in Mannheim seine einspurige, von ihm so genannte Laufmaschine (später Draisine genannt) als Alternative zum Reitpferd vor.
Sein Laufrad wurde vielfach nachgebaut, aber nicht weiterentwickelt, teilweise wegen der Kollisionsgefahr mit Fußgängern verboten, und schließlich vergessen. Später konnte man mit den ersten Eisenbahnen größere Entfernungen überwinden. Erst im Zuge der Hochindustrialisierung in der zweiten Hälfte des 19. Jahrhunderts entstanden wieder Laufmaschinen, die bald mit Pedalantrieb ausgerüstet und bis zum Ende des Jahrhunderts zum heute bekannten Fahrrad weiterentwickelt wurden. Ein Nachbau der Draisine ist im Technoseum Mannheim ausgestellt.

### Pedalantrieb
Zunächst dominierten die von der Draisine übernommenen Radgrößen um 60 cm Durchmesser, die bei relativ schwerer Bauweise dank Kreiselkräften ein balancierendes Fahren – mit kleinen Lenkkorrekturen – schon ab geringen Geschwindigkeiten ermöglichten.
1827 erhält der Zimmergesell Eduard Siemers aus Hamburg für 3 Jahre ein Privilegium auf eine Fahrmaschine.
1853 baute Philipp Moritz Fischer aus Schweinfurt das erste sicher belegte Fahrrad mit Tretkurbelantrieb. Die Pedale befanden sich an der Achse des Vorderrads.
Der vermutlich von dem Franzosen Pierre Michaux und seinem in die USA ausgewanderten Landsmann Pierre Lallement (US-Patent von 1866) benutzte Pedalkurbelantrieb (1861) wirkte ebenfalls direkt an der Achse des Vorderrades einer Draisine.

### Hochrad
Das Pedalieren schräg nach vorne erzeugt beim Hochrad Lenkkräfte und erschwert dadurch das Balancieren beim Fahren. Weil das bei der Laufmaschine nötige Ausschreiten nach vorne entfiel, konnte die Sitzposition weiter nach vorn (und höher) gelegt werden, womit die Trittkräfte mehr von oben wirken und das Vorderrad weniger eingelenkt wird. Insbesondere konnten dadurch höhere Geschwindigkeiten erreicht werden, weil mit einer Umdrehung der Pedale eine größere Distanz zurückgelegt wurde. Dabei nahm man in Kauf, dass der Boden auch mit den Zehenspitzen vom Sattel aus nicht mehr erreicht wird, dass man über eine Fußraste hinten am Rahmen auf- und absteigen muss. Dadurch ließ sich der Durchmesser des Antriebsrades auf das Zwei- bis Dreifache steigern (größere Entfaltung) und pedalierend schneller fahren. Das Hochrad war entstanden.
Weil der Fahrer sehr hoch und weit vorn – also nur wenig hinter dem vorderen Aufstandspunkt – saß, waren Stürze durch Bremsen oder kleine Bodenhindernisse häufig und führten zu relativ schweren Verletzungen, unter anderem des Kopfes. Das bezüglich Sicherheit fehlentwickelte Hochrad wurde nach der Erfindung des Niederrads bald aufgegeben.

### Niederrad

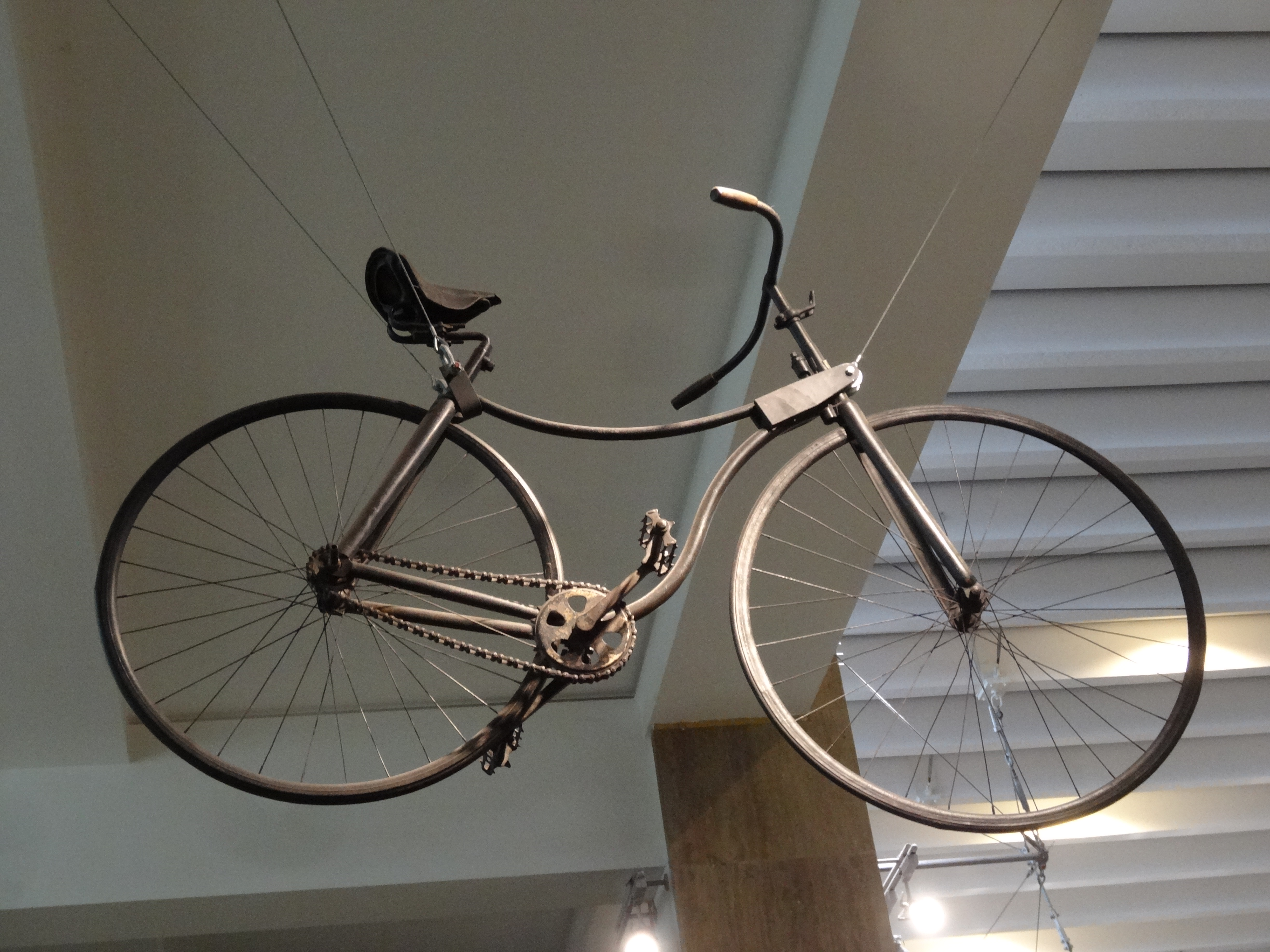
Ein Rover von 1886, bereits mit vielen Konstruktionsmerkmalen heutiger Fahrräder

An die Sturzgefahr beim Gebrauch eines Hochrads erinnert der englische Begriff safety bicycle für das spätere Niederrad.
Als Abhilfe gegen die Sturzgefahr wurden zwei Lösungen ausprobiert:
- Das amerikanische „Kangaroo“ (1884) mit einem halb so großen Vorderrad, das einen ins Schnelle übersetzenden Antrieb aus beidseits des großen Rads montierten Pedalen und paarigen Ketten hatte, blieb ein Kuriosum.
- Der gleichzeitig (1879/1884) eingeführte ins Schnelle übersetzende Kettenantrieb zum Hinterrad mit Tretkurbel zwischen Vorder- und Hinterrad wurde mit dem Rover II 1885 zur Standardkonstruktion für den Pedalantrieb des Fahrrads. Das gegenüber einem Hochrad deutlich kleinere Vorder- und größere Hinterrad (französisch „bicyclette“) näherte sich der ursprünglichen Radgröße der Draisine wieder an. Der Sattel wurde wenig hinter der Fahrzeugmitte platziert. Bis Ende der 1880er Jahre wurde der Rahmen des kettenbetriebenen Niederrads in Statik und Ästhetik zum heute noch üblichen Diamantrahmen (von englisch „diamond“ = Rhombus) verbessert. In der Folge kamen weitere Elemente, wie eine Lampe, Schutzbleche, eine Klingel, ein Packträger, hinzu und wurden zu Beginn des 20. Jahrhunderts zur Standardausrüstung von Fahrrädern.

Neben dem Sicherheitsaspekt war für den Siegeszug des Niederrads auch der Umstand ausschlaggebend, dass die Niederräder, was ihre Geschwindigkeit betraf, den Hochrädern letztlich überlegen waren.
Die frühen Automobile sind aus der Fahrradkultur und der Fahrradtechnik der 1880er bis 1890er Jahre entstanden.

### Einsatz im 20. Jahrhundert

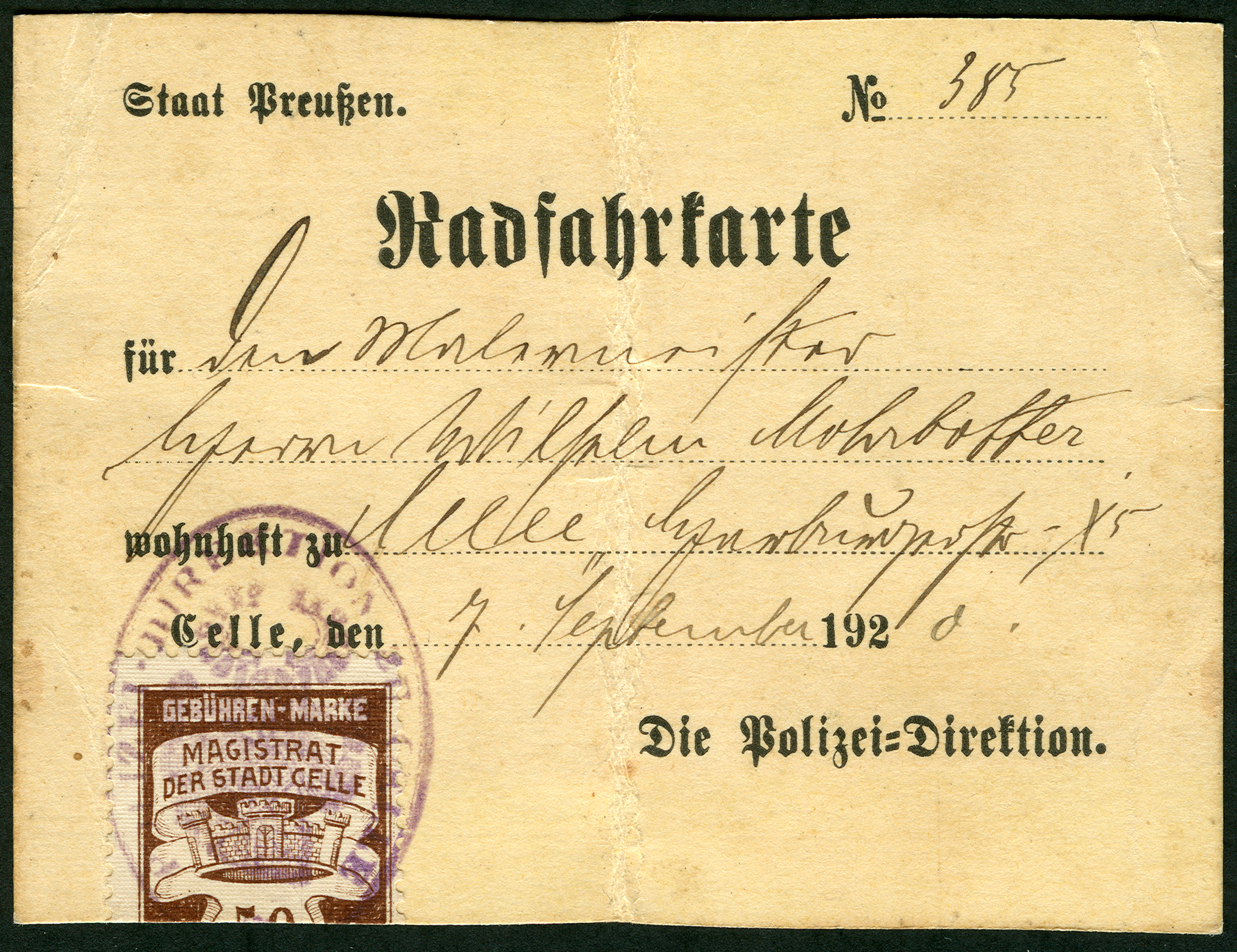
Radfahrkarte von 1920 mit halbierter „Gebühren-Marke“ des Magistrats der Stadt Celle, Staat Preußen, die Polizei-Direktion

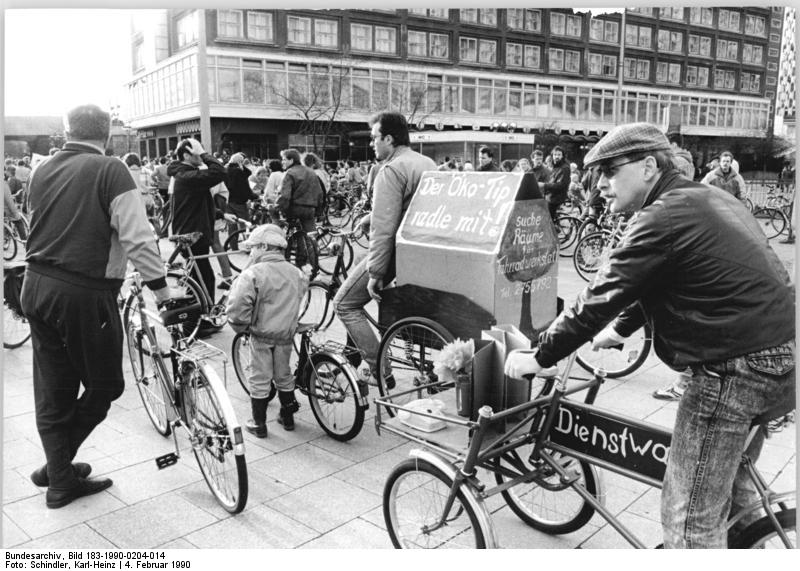
Demonstration für das Fahrrad als ökologisches Verkehrsmittel (1990)

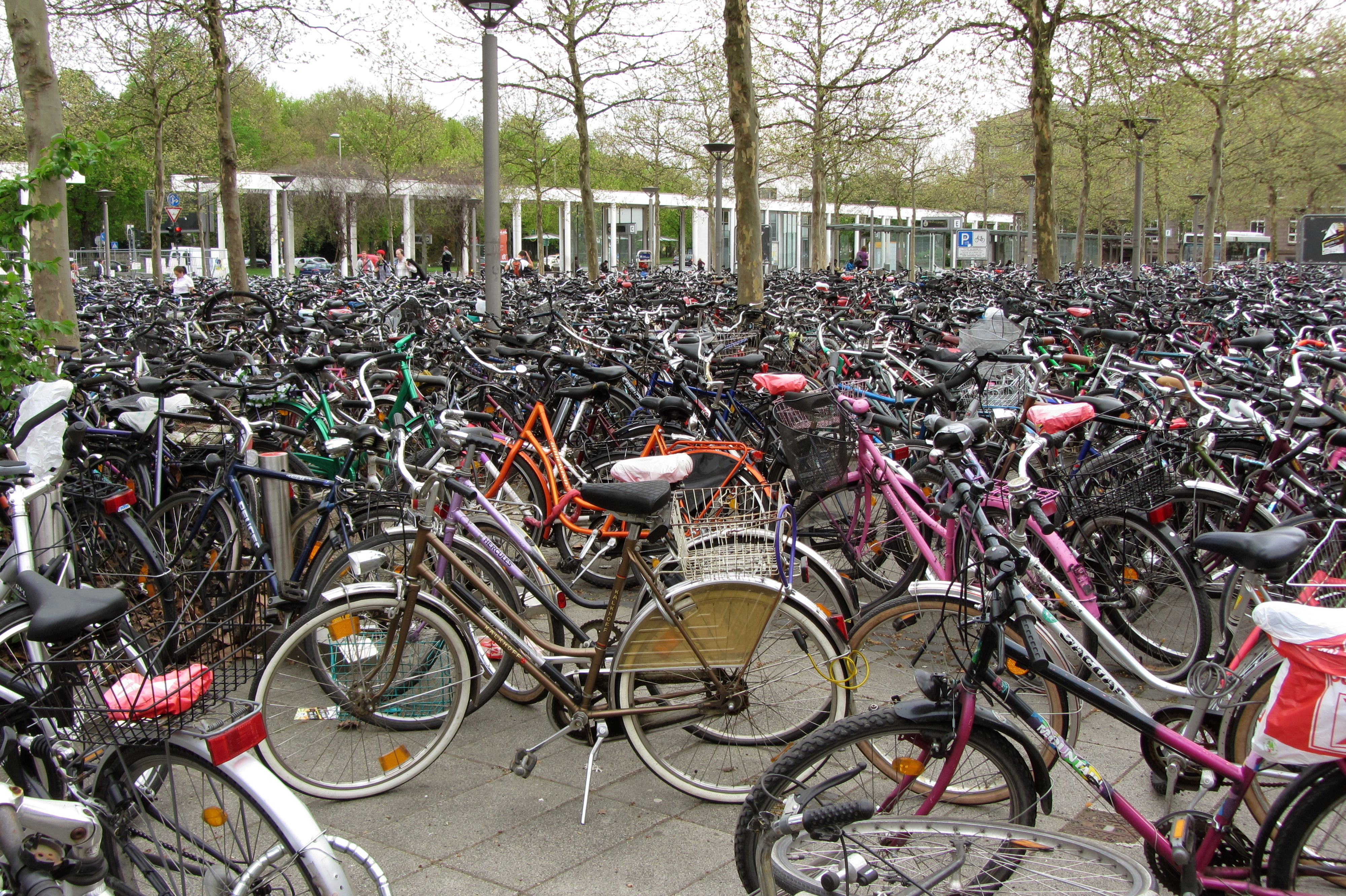
Überquellender Fahrradparkplatz am Bahnhof Göttingen

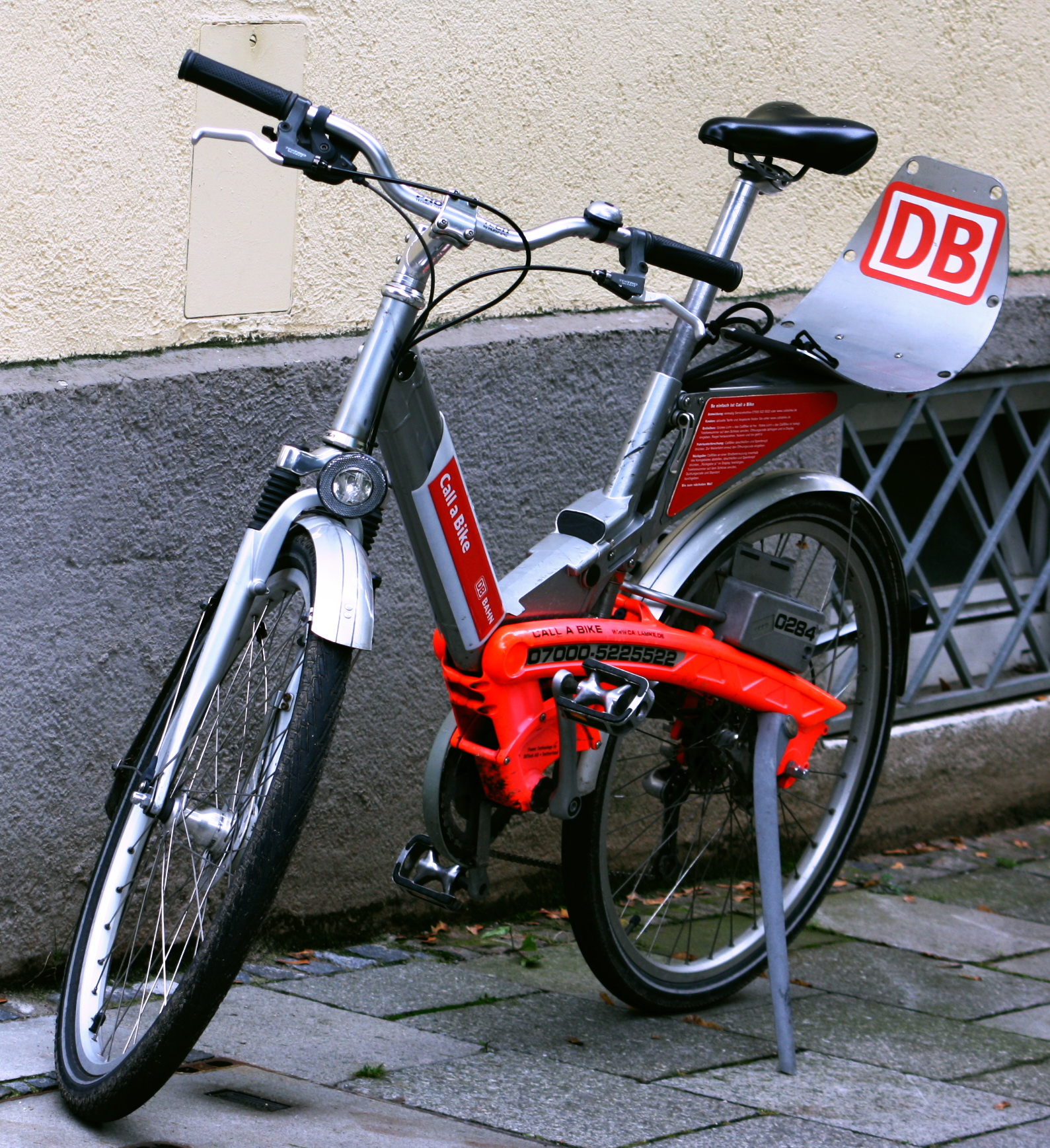
Mietfahrrad

1896 erklärte das Reichsversicherungsamt, das Fahrrad sei nicht mehr als Gegenstand des Sports, sondern als Verkehrsmittel anzusehen. Aufgrund seines niedrigen Preises war das Fahrrad das erste massentaugliche Individualverkehrsmittel. In den Niederlanden gab es 1924, bei der Wiedereinführung der Fahrradsteuer, 1,7 Millionen Fahrräder: ein Fahrrad auf vier Einwohner. Auch in vielen anderen Ländern Europas erlangte es in der ersten Hälfte des 20. Jahrhunderts eine große Verbreitung, als es für Arbeiter erschwinglich wurde, die damit den infolge von Industrialisierung und Urbanisierung immer länger werdenden Weg zur Arbeitsstelle zurücklegten. 1936 fuhren beispielsweise in den deutschen Städten mit über 100.000 Einwohnern zwischen 43 und 61 % der Arbeiter per Fahrrad zu ihren Arbeitsstätten. Doch auch für Fahrten in den Urlaub hatte das Fahrrad eine Bedeutung. 1938 existierten bereits über 10.000 km Radwege. In der Zwischenkriegszeit avancierte das Fahrrad in Europa zum wichtigsten Individualverkehrsmittel; ab den 1950er Jahren wurde es jedoch immer stärker vom Automobil verdrängt. Das Werbefahrrad fand seinen Einsatz als Werbeträger in der Wirtschaft.
Aus dem Kontext der Shoa zeigt das Humberghaus im südwestlichen Westfalen in einer Dauerausstellung ein originales Fahrrad aus den 1920er Jahren, das 1938 einem Überlebenden, Ernst Humberg, die Flucht durch die Wälder in die Niederlande vor der ihn verfolgenden Gestapo ermöglicht hat, nachdem ein Freund es ihm repariert hatte. Das Rad gelangte mit Ernst und seiner Familie nach Kanada, wurde dort noch lange benutzt, und kam schließlich 2012 zurück an den Niederrhein, als Geschenk seiner Tochter Ruth Muscovitch an diesen Geschichtsort, zur bleibenden Erinnerung an ein Rad als Lebensretter.
In den 1960er Jahren war ein allgemeiner Wohlstand in weiten Teilen der industrialisierten Welt entstanden, in dessen Folge das Fahrrad durch das Moped und schließlich durch das Auto verdrängt wurde. In anderen Ländern behielt das Fahrrad eine ähnlich bedeutende Rolle wie in Europa zu Beginn des 20. Jahrhunderts, wird aber auch dort bei wirtschaftlicher Entwicklung immer mehr durch das Auto ersetzt (zum Beispiel in China).
Erst nach den Ölkrisen in den 1970er Jahren und wachsendem ökologischen Bewusstsein erlangte das Fahrrad in den Industrieländern Westeuropas wieder größere Bedeutung – vor allem im städtischen Nahverkehr – und auch öffentliches Interesse, was zur Verbesserung der Radfahrinfrastruktur (also z. B. Anlegen von Radwegen und Fahrradabstellplätzen, Einführung von Leihradsystemen) führte und den Anteil der Radfahrer am gesamten Verkehrsaufkommen (Modal Split) erhöhte. Dafür vorbildliche Städte sind Münster und Kopenhagen, in denen der Radverkehrsanteil bei über 35 % liegt. Diese Entwicklung ist auch auf die immer größer werdende Autodichte zurückzuführen, die seit den 1980er Jahren in vielen Städten zu permanenten Staus und Parkplatzproblemen geführt hat, so dass viele Ziele in Städten mit dem Fahrrad schneller erreicht werden können. Auch die massive Expansion der Hochschulen in den 1970er Jahren hat in den Städten mit Massenuniversitäten zu einem starken Anstieg der Fahrradnutzung durch oft zehntausende Studierende pro Unistadt geführt, die gezielt in hochschul- und innenstadtnahe Gebiete ziehen und kurze und fahrradfreundliche Wegstrecken schätzen. Dieser Trend spiegelt sich etwa seit den 1990er Jahren auch bei anderen jungen Menschen wider, während es in den vorhergehenden Jahrzehnten zu einer Stadtflucht besonders junger Familien in die Vororte und zu oft sehr weiten Wegen mit Fixierung auf das Auto gekommen war.

### Im 21. Jahrhundert
Ein Fahrrad kostete Mitte 2013 in Deutschland durchschnittlich 515 Euro bzw. ca. 600 bis 650 Schweizer Franken. Im ersten Halbjahr 2013 wurden in Deutschland rund 1,65 Millionen Fahrräder produziert, 2,4 Prozent weniger als im Vorjahreszeitraum. Da viel mehr Räder importiert als exportiert werden, ist die Zahl der in Deutschland jährlich verkauften Fahrräder entsprechend höher. Sie betrug im Jahr 2019 rund 4,3 Millionen Stück, davon waren rund 1,3 Millionen Elektrofahrräder. Erstmals im Jahr 2023 wurden dann mehr Elektrofahrräder als Fahrräder ohne Tretunterstützung in Deutschland verkauft, für Näheres siehe z. B. E-Bike#Ab dem Jahr 2020.

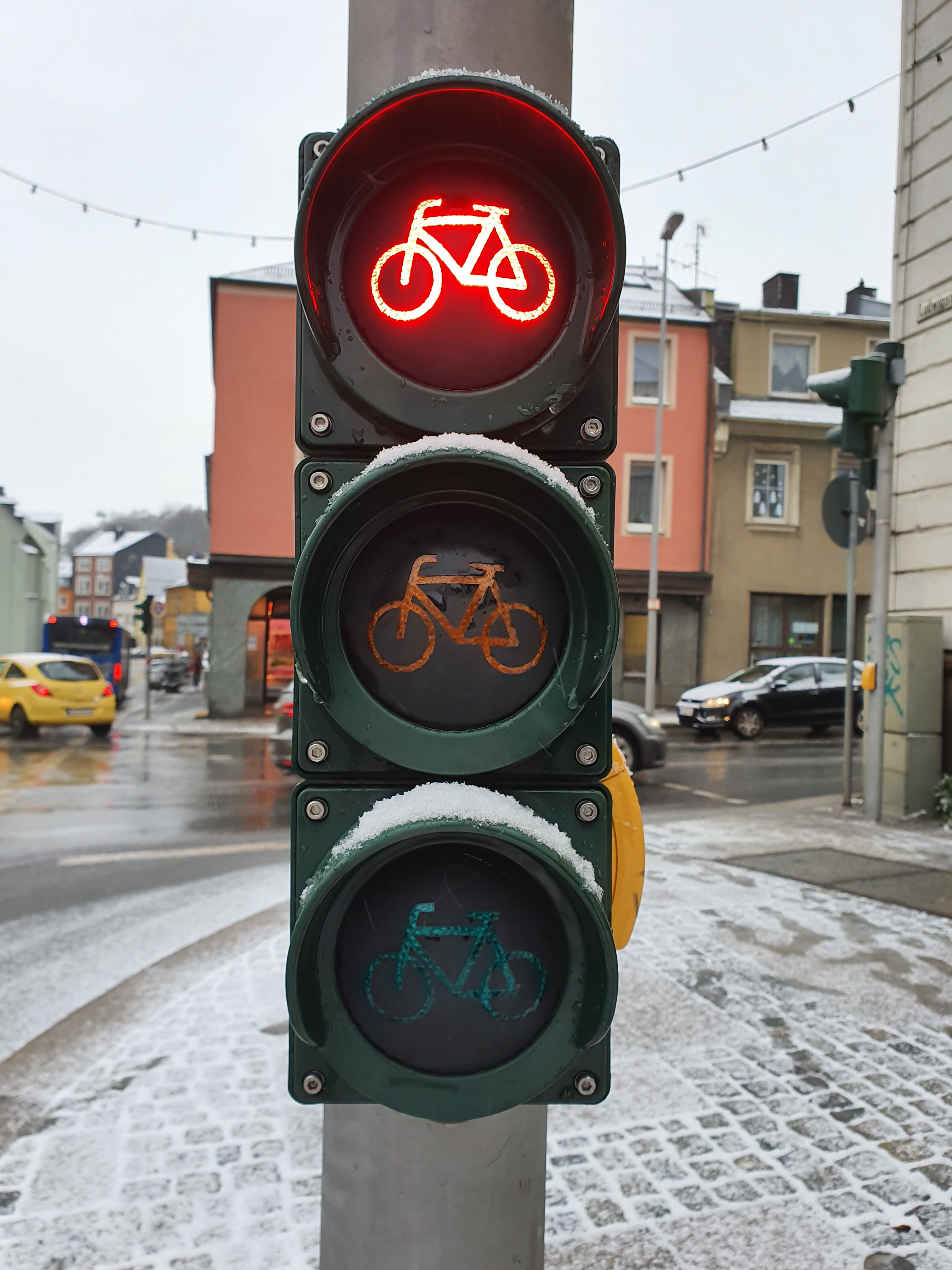

## Bedeutung als Verkehrsmittel

### Überblick
Mehr als 50 % der in einer Stadt zurückgelegten Wege sind weniger als fünf Kilometer lang, also mit einem Fahrrad gut zu bewältigen. Wissenschaftliche Studien zeigen, dass die Ausgestaltung der Fahrrad-Infrastruktur eine große Rolle spielt bei der Entscheidung für das Fahrrad als Verkehrsmittel an sich sowie bei der Routenwahl. Radfahrer zeigen hierbei unterschiedliche Präferenzen, welche  Routendimensionen für sie dabei besonders wichtig sind.
Die öffentliche Förderung macht inzwischen auch eine Kombination aus individuellem Radfahren und öffentlichem Nahverkehr möglich. Wer nicht die ganze Strecke fahren möchte oder einen weiteren täglichen Weg hat, kann eine Teilstrecke zusammen mit seinem Rad in öffentlichen Nahverkehrsmitteln zurücklegen: besonders in U- und S- bzw. Stadtbahnen, aber auch Bussen. In einigen Ländern sind an Bussen Fahrradträger angebracht, in Deutschland ist, soweit gestattet, die Mitnahme im Fahrzeug üblich. Man kann das Rad aber auch in Fahrradstationen oder Fahrradparkhäusern an den Haltestellen der öffentlichen Verkehrsmittel abstellen. Öffentliche Fahrräder an Fahrradmietstationen sind ein Angebot in verschiedenen Städten, um die Nutzung zu fördern und dem Diebstahl entgegenzuwirken.
Bücher über Radreisen gab es schon Ende des 19. Jahrhunderts, aber der Radtourismus ist erst eine Folge des sich jüngst entwickelnden Massentourismus, der durch die Anlage von Radfernwegen und regionaler Radroutennetze als ökologische Urlaubsvariante gefördert wird.
In Deutschland betrug der Bestand an Fahrrädern 2010 ca. 69 Millionen Stück; jährlich werden ca. 4 Millionen Neufahrräder verkauft. In den letzten Jahren fand eine teilweise Verlagerung zu Fahrrädern mit unterstützendem Elektroantrieb (Pedelec) statt.

Fahrräder in besonderer Nutzung
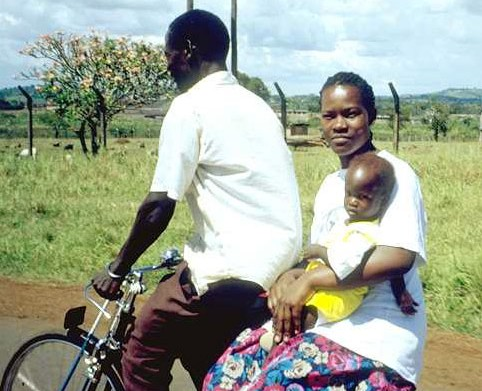
Nutzung durch drei Personen
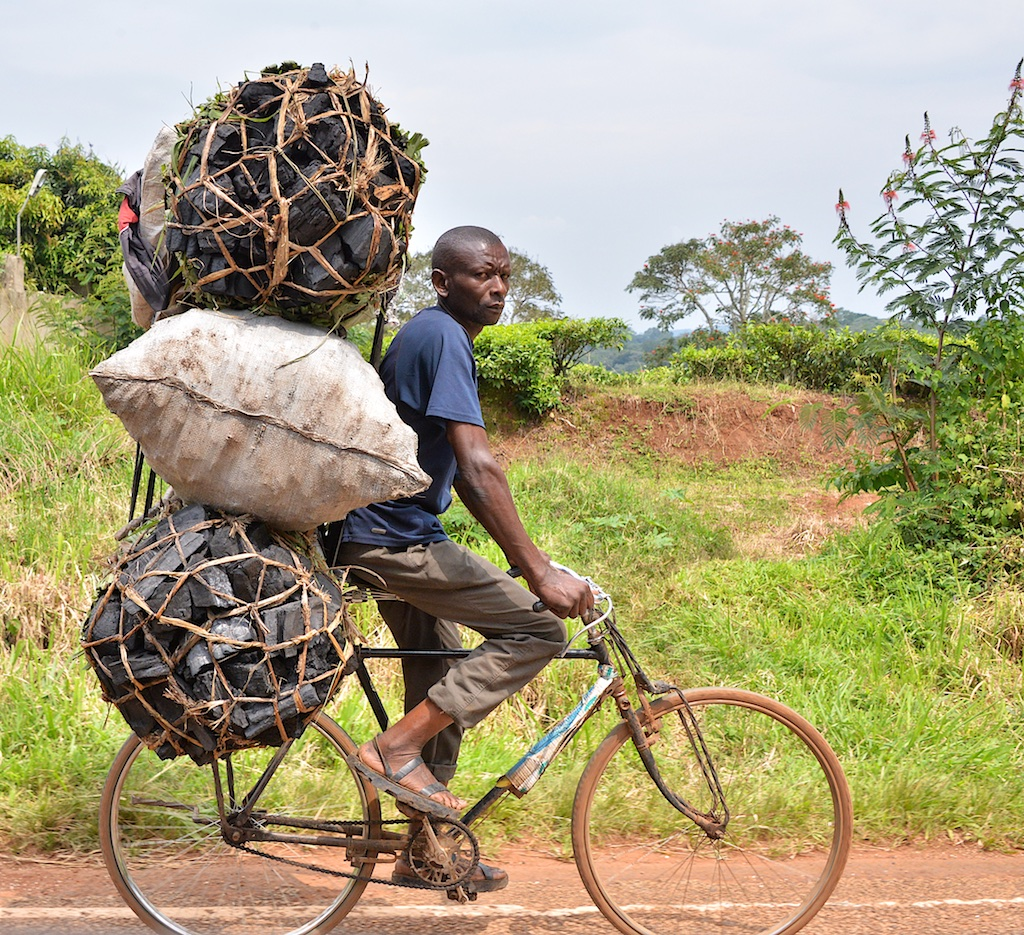
Nutzung als Transportmittel, Lieferung von Holzkohle (Uganda)
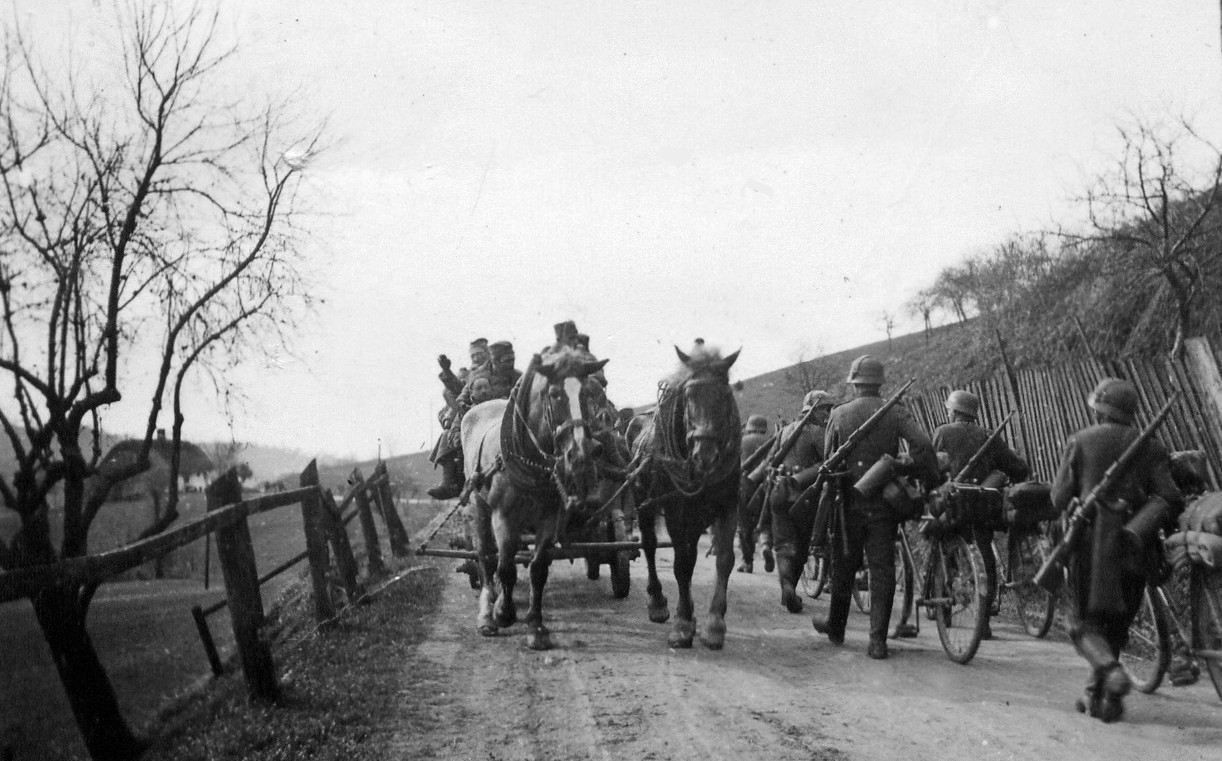
Fahrräder im militärischen Gebrauch (1940)
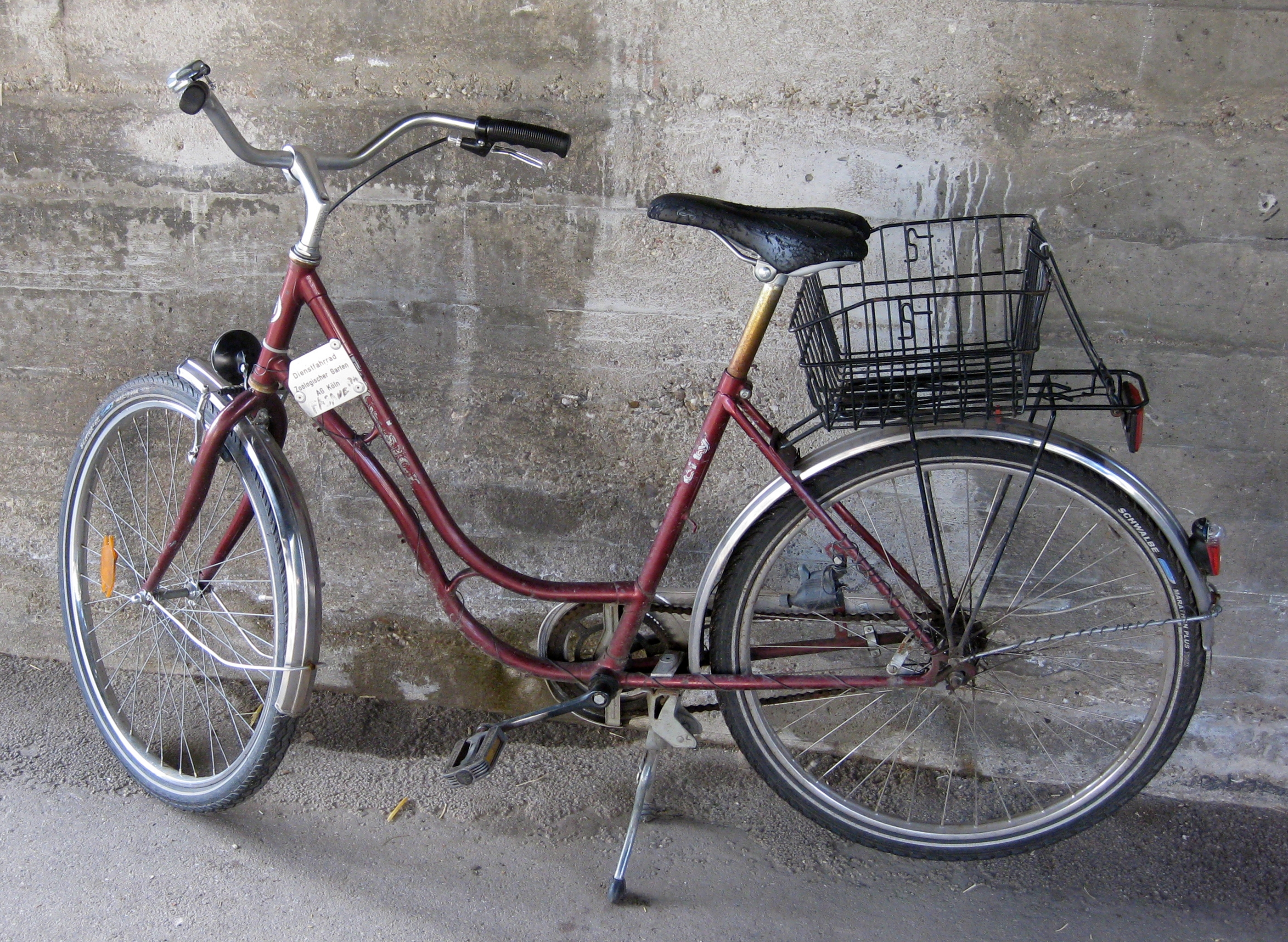
Dienstfahrrad im Kölner Zoo (2010)
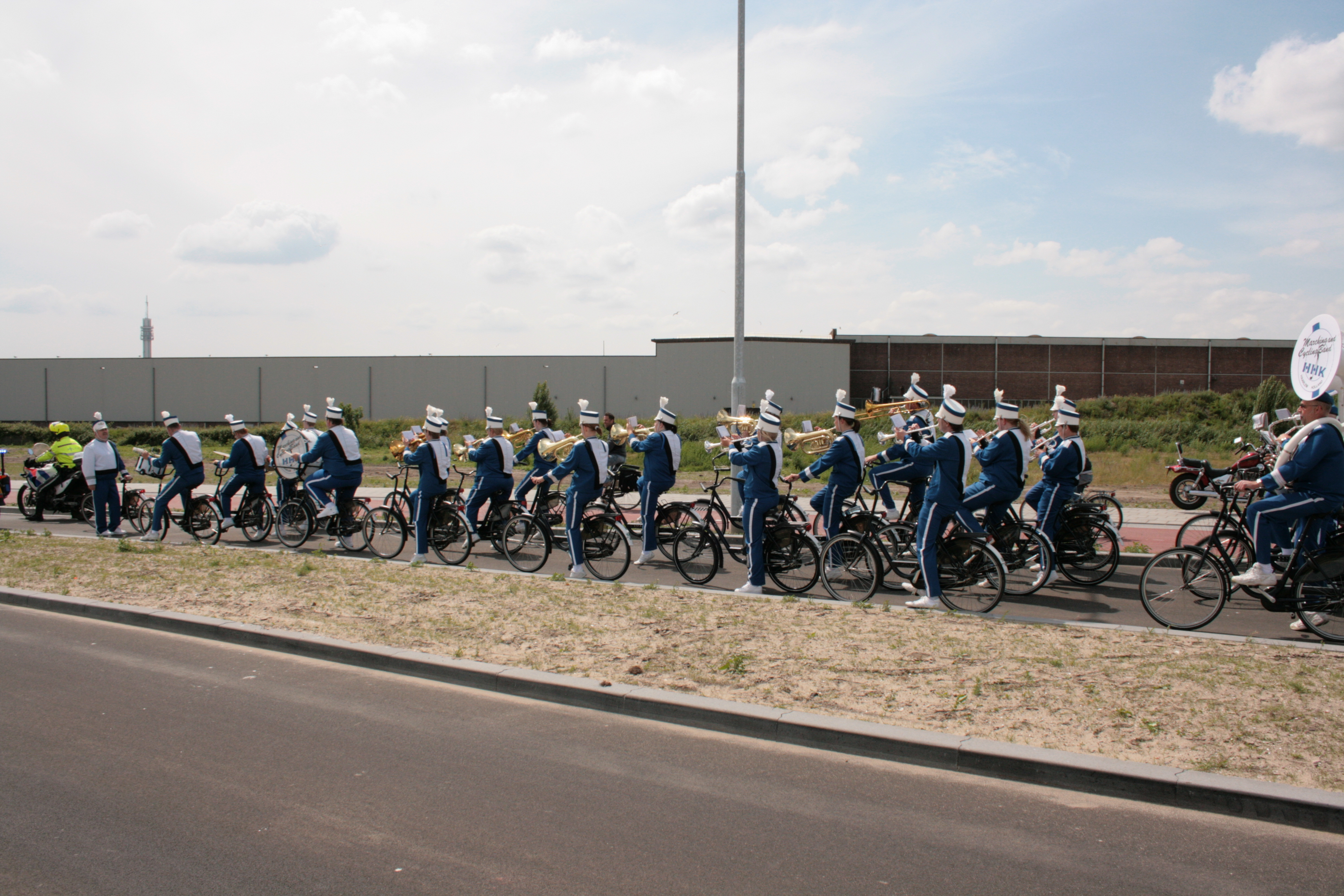
Musik auf Fahrrädern von Marching and Cycling Band HHK (2009)

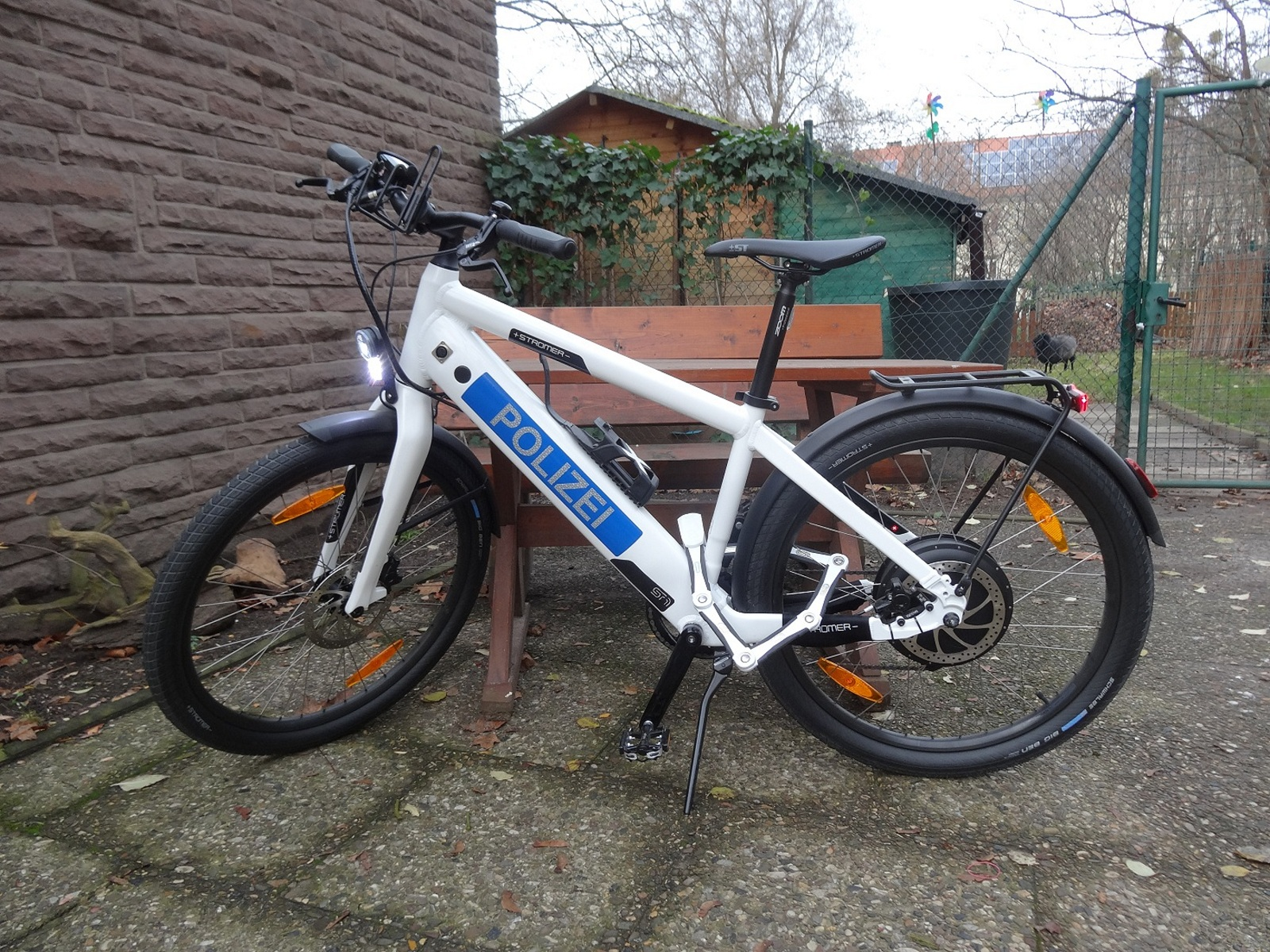
Polizei-Elektrofahrrad in Südniedersachsen

Fahrräder werden auch für betriebliche Zwecke eingesetzt. Einsatzgebiete für Betriebsfahrräder sind die Industrie, Zusteller, Behörden (Polizei, Sanitätsdienst) und Dienstleistung (mobile Services, z. B. Altenpflege). Andere Bezeichnungen sind: Werksfahrrad, Industriefahrrad, Dienstfahrrad.
In Deutschland ist für die Benutzung ausschließlich auf Betriebsgelände die dortige Straßenverkehrsordnung nicht bindend. Sicherheitsmaßnahmen sind aufgrund der ermittelten Gefährdung vor Ort festzulegen (Betriebssicherheitsverordnung (BetrSichV) § 3 Abs. 3 i. V. mit Anhang 2). Die vorgesehene Betriebsweise und die betriebliche Verkehrswegsituation sind dabei wesentliche Faktoren. Es können also Unterschiede zwischen Verkehrssicherheit und Betriebssicherheit bestehen (z. B. Entbehrlichkeit von Beleuchtungseinrichtungen).

### Das ökologische Verkehrsmittel
Die fahrende Person bewegt sich aus eigener Kraft fort, benötigt keinerlei weitere Vorrichtungen oder Treibstoffe, außer der eigenen Nahrung. Es wird der Großteil des Körpergewichtes gerollt und nicht getragen – anders als beispielsweise beim Laufen.
Das Fahrrad mit Pedalantrieb, Kette und Schaltung hat einen Wirkungsgrad von 90 bis 98 Prozent (1. Gang/direkte Übersetzung), der Gelenkbewegungs-Wirkungsgrad des Menschen liegt bei 84 Prozent. Die erforderliche Bewegungsenergie (0,6 Joule pro Gramm und Kilometer) ist bei keiner Fortbewegungsart (von Mensch oder Tier) so niedrig wie beim Fahrradfahren. Der Nettowirkungsgrad der Bewegungsart Fahrradfahren liegt bei 20–28 Prozent (ähnlich wie Laufen), Schwimmen liegt bei 3–6 Prozent. Der Rollwiderstand beträgt beim normalen Fahrradfahren (15 km/h) 16 Prozent, der Luftwiderstand wird mit 61 Prozent angegeben.

### Das „soziale“ Verkehrsmittel
Studien zufolge ermöglicht das Fahrrad fahrenden Personen die beiläufige Aufnahme von Umgebungsreizen und ermöglicht Zufallsbegegnungen durch spontane Halte, was mit einem gesteigerten Bewusstsein für soziale, ökologische und ökonomische Veränderungen in Nachbarschaft und aufgesuchten Gebieten einhergeht. Anders als die bei regelmäßiger Fortbewegung im geschlossenen Auto zu beobachtende „Desozialisation“ gehe regelmäßiges Radfahren unabhängig von sonstigen demographischen Aspekten mit nachweislich erhöhter politischer Partizipation, größerem gesellschaftlichem Engagement, nachbarschaftlicher Hilfe und tieferer Verankerung in lokalen Beziehungen einher. Außerdem hat das Fahrradfahren positiven Einfluss auf mentale und körperliche Gesundheit. Innenstädte mit Fahrrad-Infrastruktur zeigten eine erhöhte Umsatzdichte pro Flächenbedarf.

## Handel
Weltweit wurden 2018 Fahrräder (ohne Motorisierung) im Gesamtwert von rund 7,8 Milliarden Euro gehandelt. China war dabei noch vor Taiwan und den Niederlanden das international wichtigste Exportland gemessen am Ausfuhrwert. Mit Blick auf die zehn wichtigsten Exportländer wird deutlich, dass das Gros der weltweit grenzüberschreitend gehandelten Fahrräder aus Ostasien und EU-Ländern kommt.
| #  | Land                | Exporte (in Mio. €) |
| -- | ------------------- | ------------------- |
| 1  | Volksrepublik China | 2.781               |
| 2  | Taiwan              | 1.265               |
| 3  | Niederlande         | 634                 |
| 4  | Deutschland         | 518                 |
| 5  | Kambodscha          | 386                 |
| 6  | Portugal            | 256                 |
| 7  | Italien             | 199                 |
| 8  | Belgien             | 176                 |
| 9  | Spanien             | 140                 |
| 10 | Polen               | 139                 |

## Konstruktion

### Fahrradtypen
In der Regel wird unter den verschiedenen Fahrradtypen eine unterschiedliche Bauweise verstanden. Eine ausführliche Liste findet sich im Artikel Fahrradtypen.
Daneben kann zwischen konventionellem Fahrrad und Pedelec sowie zwischen Fahrrädern primär für den Personentransport oder den Lastentransport unterschieden werden.
Außerdem wird an automatisierten und autonomen Fahrrädern geforscht, analog zu selbstfahrenden Autos, die ohne Fahrer auskommen.

### Technik

Bau- und Ergänzungsteile eines Fahrrads mit abgewandeltem Diamantrahmen (Sloping-Rahmen)

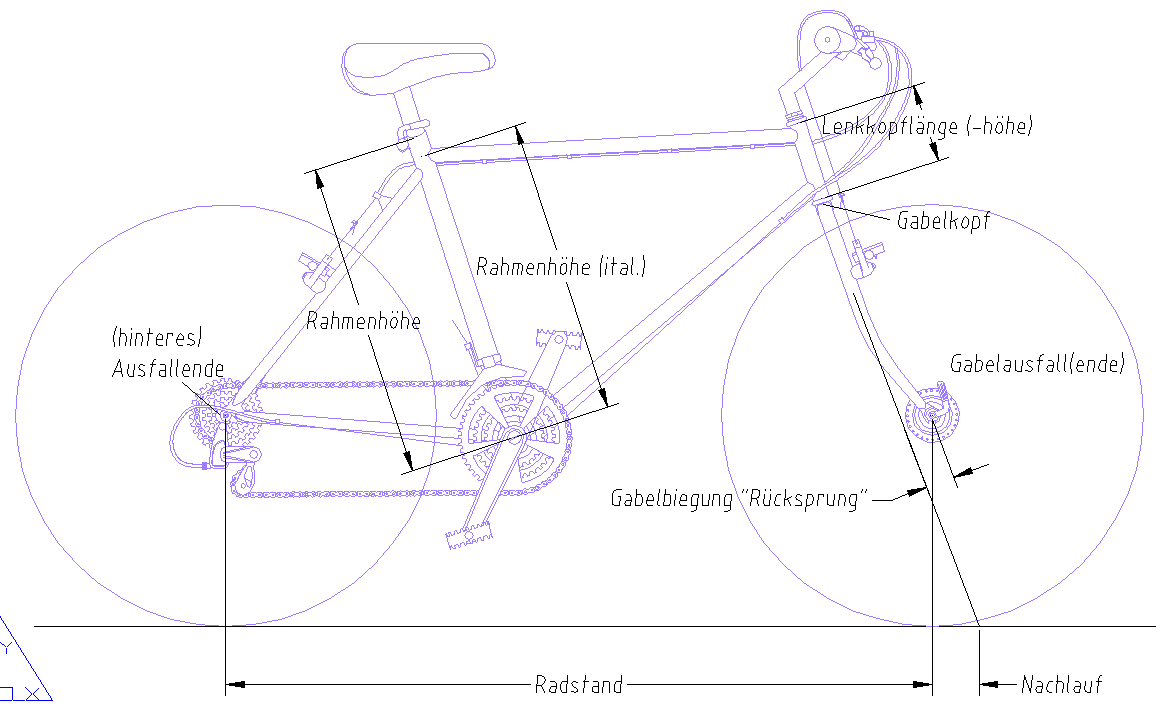
Maße am Fahrrad

Zu den wesentlichen Bauteilen eines Fahrrads gehören:
- Rahmen mit Steuerrohr, Oberrohr, Unterrohr, Sitzrohr, obere Hinterbaustrebe, untere Hinterbaustrebe (Kettenstrebe)
- Gabel mit Gabelscheide und Gabelschaft, Steuersatz mit Lenker (Lenkstange) und Vorbau
- Laufräder, das lenkbare Vorderrad und das angetriebene Hinterrad, bestehend aus Nabe, Speichen, Felge, Reifen, dazu an der Hinterradnabe zusätzlich Zahnkranz oder Zahnkranzpaket (Kassette)
- Sattel mit Sattelstütze
- Tretlager mit Innenlager, Kurbeln und Kettenblättern, die begrifflich nicht zum Tretlager gehörigen Pedale sind am Ende der Kurbeln eingeschraubt
- Kette und Kettenschutz
- Bremsen für Vorder- oder/und Hinterrad, bei Handbremsen mit Bremsgriff und Bowdenzug, hydraulischer Kraftübertragung oder Gestänge

Ergänzt wird die Funktionalität bei Bedarf durch folgende Bauelemente:
- Klingel
- Beleuchtung
- Gangschaltung mit Schalthebel, Bowdenzug, hinterem Schaltwerk und eventuellem Umwerfer oder Überwerfer an den Kettenblättern
- Tachometer sowie GPS-Systeme
- Schutzbleche
- Gepäckträger
- Satteltasche
- Ständer
- Anhängerkupplung und Fahrradanhänger
- Fahrradfederung (Stoßdämpfer) an Vorder- und/oder Hinterrad und Sattelstütze

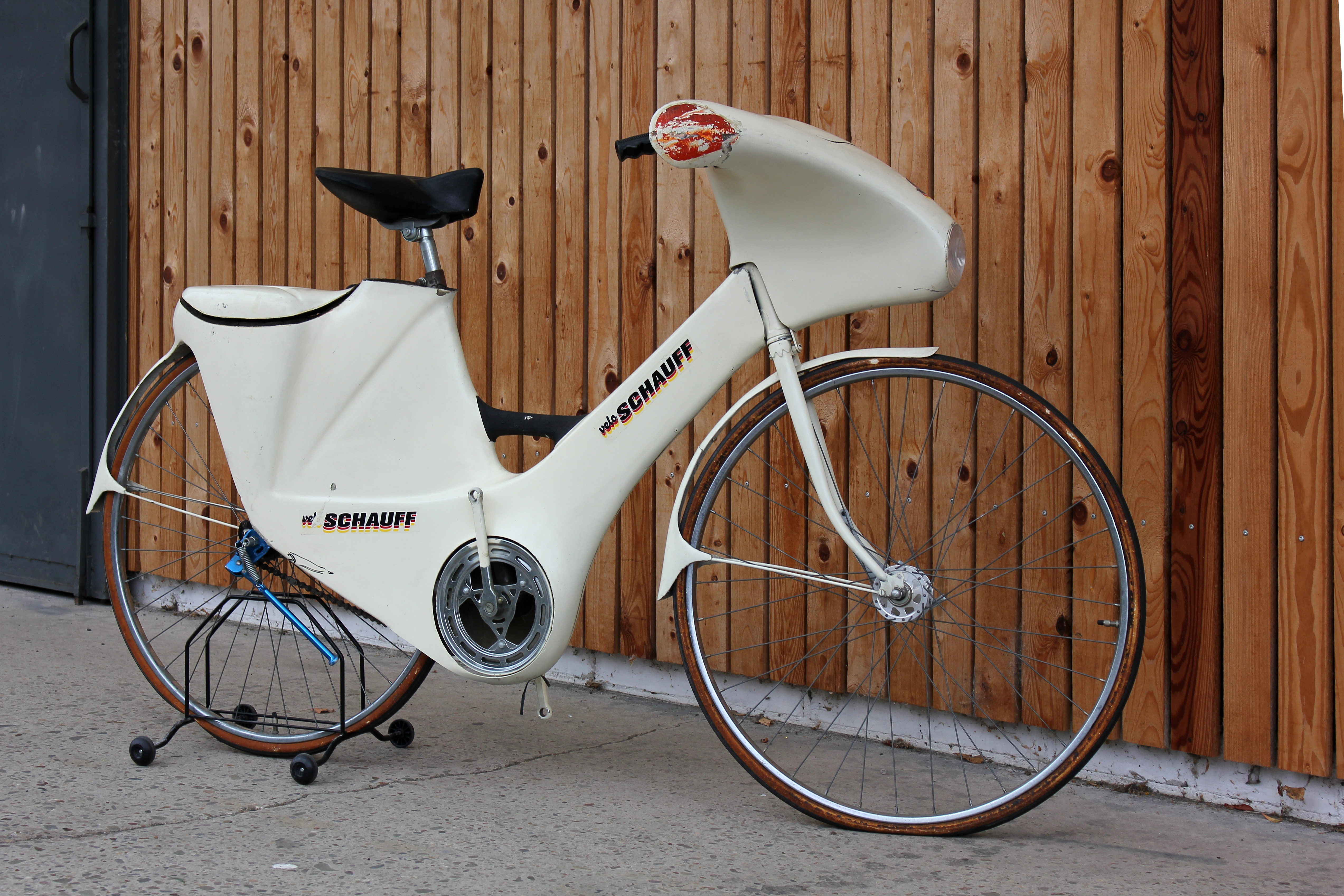
Von Luigi Colani gestylter Prototyp

Der Rahmen ist vergleichbar mit dem Fahrgestell bei Fahrzeugen anderer Art. Er trägt den Fahrer und verbindet alle anderen Bauteile fest oder beweglich miteinander. Im Steuerrohr ist über den Steuersatz die Gabel und der Vorbau mit der Lenkstange drehbar gegen den Rahmen montiert. Das Sitzrohr trägt die Sattelstütze mit dem Sattel. Das Tretlagergehäuse ist in der Regel die Verbindungsstelle zwischen Sattelrohr, Unterrohr und Hinterstrebe. In die Hinterstreben und die Vorderradgabel sind die Achsen der beiden Laufräder eingespannt. Zwischen dem Kettenblatt des Tretlagers und dem Zahnkranz der Hinterradnabe überträgt eine Rollenkette die Kraft von den Tretkurbeln auf das Hinterrad. Bremsen sind heute meistens Felgenbremsen, die an der Vorderradgabel bzw. an der oberen Hinterbaustrebe montiert sind. Je nach Fahrradtyp sind auch Scheibenbremsen weit verbreitet. Das Hinterrad hatte früher eine Rücktrittbremse, die durch Zurücktreten der Tretkurbeln wirkte. Die Rücktrittbremse gilt heute als technisch veraltet und unsicher, kaum wirkungsvoll und ist in vielen Fällen schwer zu dosieren. Bei langen Bergabfahrten kann die Nabe heiß laufen, was zu Lagerschäden durch geschmolzenes, herauslaufendes Schmierfett führen kann. Seit den 1990er Jahren sind Federungs- und Dämpfungselemente für Vorder- und Hinterrad bzw. an der Sattelstütze stärker verbreitet.
Die moderne Fahrradtechnik lässt Reparaturen durch den Benutzer immer weniger zu. Zur Montage vieler Bauteile sind Detailwissen und Sonderwerkzeuge erforderlich. Seit etwa 1990 werden praktisch alle Fahrräder mit Schaltungen ausgestattet angeboten. Reparaturen an Nabenschaltungen sind für Laien nahezu unmöglich, die Einstellung von Kettenschaltungen ist in den meisten Fällen keine Kleinigkeit. Seit einigen Jahren gibt es eine Renaissance des Eingangrads, meist als Singlespeed bezeichnet. Hierbei entfällt ein großer Teil sonst erforderlicher Wartungsarbeiten, die Mehrzahl der Käufer legt jedoch nach wie vor auf ein Fahrrad mit möglichst vielen Gängen wert. Die immer weiter verbreiteten Federelemente verlangen kenntnisreiche Wartung. Viele Teile an modernen Fahrrädern unterliegen heute weit größerem Verschleiß als vor wenigen Jahrzehnten, was eine regelmäßige Durchsicht wie bei Pkw oder Motorrad erfordert. Manche Getriebenaben verlangen jährlichen Ölwechsel, hochwertige Federgabeln verlangen regelmäßige Inspektion.

## Entwicklungsgeschichte des Antriebs durch den Fahrer

1665: Stephan Farfler in seinem handgetriebenen Muskelwagen (Handbike)

### Wagenantrieb durch Muskelkraft mitfahrender Personen
Wagen wurden ursprünglich von Zugtieren oder Menschen gezogen oder geschoben. Erst im 17. Jahrhundert scheint es von mitfahrenden Menschen betriebene Wagen gegeben zu haben. Sie wurden vorwiegend für Repräsentationszwecke (Triumphwagen) benutzt. Auch der querschnittsgelähmte Uhrmacher Stephan Farfler soll sich zu dieser Zeit ein dreirädriges Gefährt gebaut haben, auf dem er sich sitzend fortbewegen konnte, indem er es mit Handkurbeln antrieb.
Im 18. Jahrhundert gab es in herrschaftlichen Parks Vierradwagen, die über Pedale vom mitfahrenden Personal angetrieben wurden. Diese Muskelkraftwagen erforderten wegen ihrer großen Masse viel Kraft, so dass sie sich nicht für den allgemeinen Gebrauch durchsetzten. Das änderte sich erst mit der Erfindung des einspurigen Laufrads durch Karl Drais. Durch die viel kleinere Masse des späteren Fahrrads und die Beschränkung auf die eigene Fortbewegung des Fahrers genügte dessen Arbeitsvermögen für eine relativ ermüdungsarme Alternative zum Gehen oder Laufen.

### Zweiradprinzip: Das Laufrad von Drais

Laufrad von Drais, Zeichnung von 1817

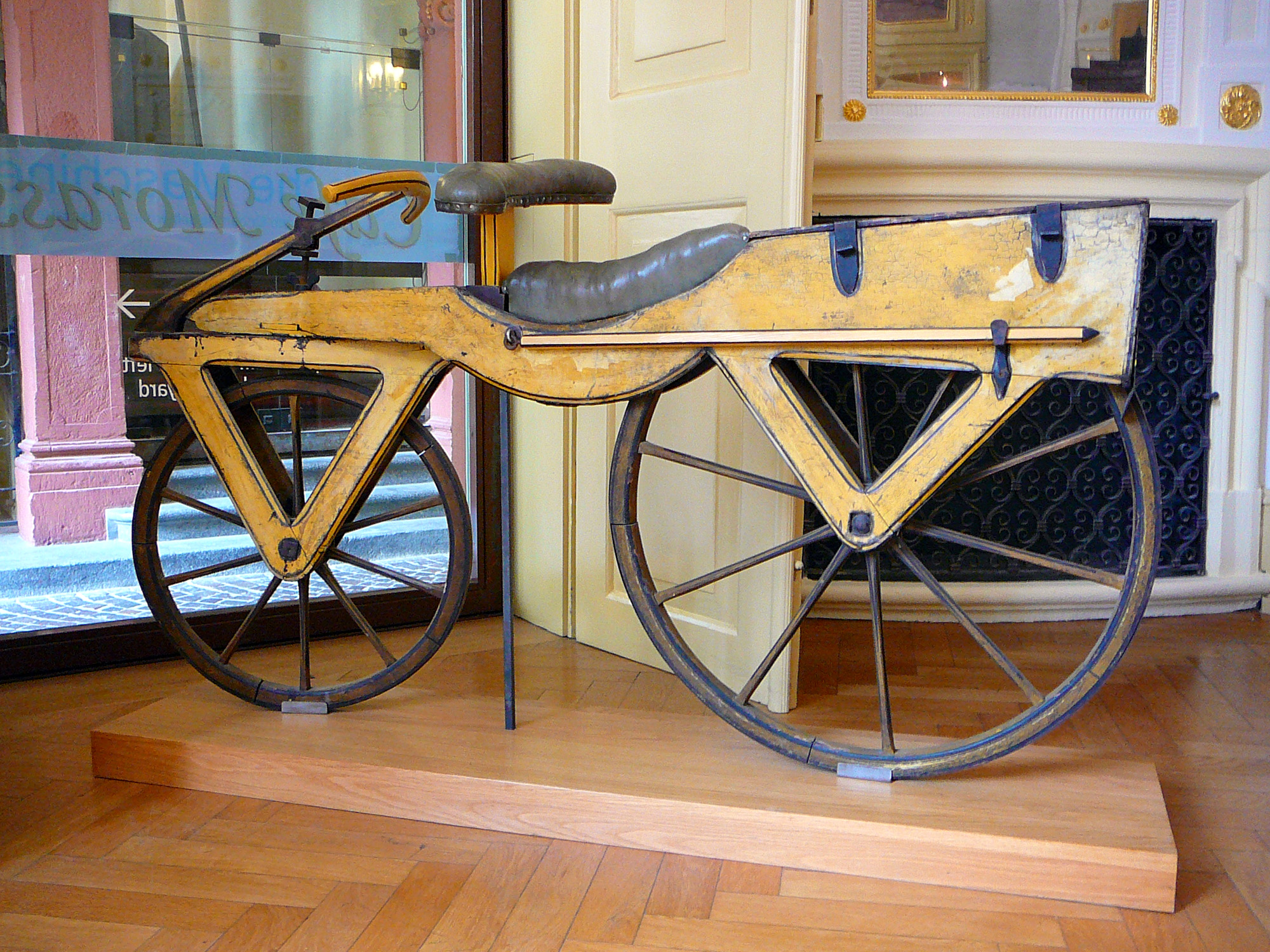
Nachbau von ca. 1820 mit Veränderungen der Drais-Erfindung. (Kurpfälzisches Museum Heidelberg)

Den Durchbruch zu einem Fahrzeug für einen Fahrer, das dieser selbst antreiben kann, schaffte das 1817 in Mannheim vom Karlsruher Karl Drais erfundene einspurige Laufrad. Das Zweiradprinzip mit lenkbarem Vorderrad war wesentlicher Teil dieser Erfindung. Drais nannte sein aus Holz gefertigtes Gefährt Laufmaschine, aber in der Öffentlichkeit hieß es bald Draisine. Der Fahrer saß zwischen den Rädern und stieß sich mit den Füßen am Boden ab.
Einer wissenschaftlichen Theorie zufolge geht der Impuls zur Erfindung des Fahrrades durch Drais möglicherweise auf den Hafermangel und das folgende Pferdesterben infolge des Ausbruchs des Vulkans Tambora und des dadurch ausgelösten Jahres ohne Sommer 1816 zurück.
Eine Voraussetzung für die Nutzbarkeit der Laufmaschine waren Straßen mit ausreichend fester planierter Oberfläche (Makadam), die es im Gebiet des Deutschen Bundes damals erst im äußersten Südwesten gab.
Infolge des lenkbaren Vorderrads kann das rollende Laufrad auch ohne Kontakt der Füße zum Boden im Gleichgewicht gehalten werden. Drais nutzte auch aus, dass durch die Kreiselkräfte der Räder die Lage des Zweirades stabilisiert wurde. Allerdings musste der Fahrer erst das ungewohnte Balancieren im Zusammenspiel von Laufen und Lenken erlernen.
Schon kurz darauf wurden in England die ersten, teilweise eisernen Laufräder oder Velozipede gebaut, die sich den Spitznamen hobby horse (Steckenpferd) erwarben. 1819 gab es in Ipswich erste Rennen; in Deutschland wurde erst 1829 aus München davon berichtet.
Heute erfreut sich das Zweirad ohne Pedalantrieb als Kinderlaufrad neuer Beliebtheit. In den 2000er Jahren haben alle größeren Kinderfahrradhersteller Kinderlaufräder in ihr Programm aufgenommen.

### Schubstockantrieb
Eine Zwischenstufe zum späteren indirekten Antrieb über die Räder ist der Schubstockantrieb beim Künzelsauer Schubstockrad von 1850. Mit zwei parallelen seitlichen Stöcken stieß sich der Fahrer vom Boden ab. Seine Füße benutzte er zum Lenken des Vorderrades, während er die Schubstöcke über einen Mechanismus mit Armen und Händen bewegte.

### Tretkurbelantrieb am Vorderrad

Michaux-Rad Vélocipède

#### Das Michaux-RadVélocipède
Der erste indirekte Antrieb erfolgte mit Tretkurbeln am Vorderrad. Sein Erfinder ist umstritten: entweder Pierre Michaux oder Pierre Lallement. Während Lallement 1866 ein US-Patent darauf erhielt, hat Michaux das Antriebsprinzip angeblich schon 1861 vom Schleifstein übernommen. Michaux und die Fabrikantensöhne Olivier vermarkteten das Tretkurbelrad bei ständig steigender Nachfrage in Frankreich. Im übrigen Europa erregte es erst Aufmerksamkeit, als Michaux auf der Weltausstellung 1867 in Paris dafür warb. Der Antrieb funktioniert über starr an der Vorderradachse angebrachte Pedalkurbeln, wodurch bei einer Umdrehung der Pedale der zurückgelegte Weg gleich dem Umfang des Vorderrads ist.

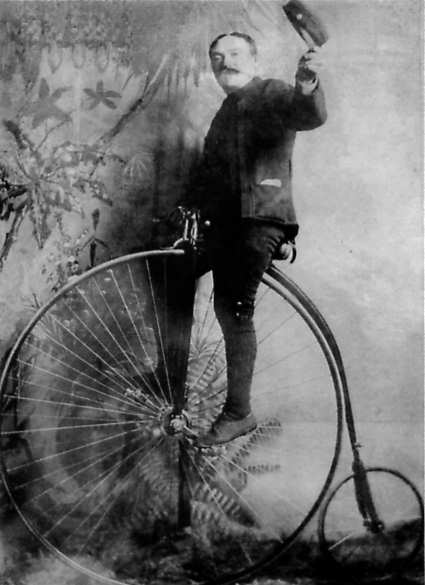
Hochrad. Aufnahme von 1886

#### Das Hochrad
Um mit den direkt aufs angetriebene Vorderrad wirkenden Tretkurbeln höhere Geschwindigkeiten fahren zu können, vergrößerte man dieses. So entstand 1870 das Hochrad. In vielen Städten wurde das Hochradfahren wegen seiner möglichen großen Sturzhöhe sogleich verboten, in Köln war es noch bis 1894 erlaubt.
Das Hochradfahren verlangte viel Geschick, besonders beim Auf- und Absteigen. Durch den hohen Schwerpunkt (der Sattel befand sich rund 1,5 Meter über dem Boden und nur wenig hinter der Vorderachse) drohte Hochradfahrern bei Bremsmanövern oder Straßenunebenheiten die Gefahr, sich zu überschlagen. Tödliche Kopfstürze waren nicht selten; das Hochrad war damit eine Sackgasse in der Entwicklung des Fahrrades und wurde nicht weiter entwickelt.

McCall 1869 auf seinem Stangen-Veloziped

#### Pedalo
Ein Pedalo ist ein Spielgerät, das wegen der direkten Übersetzung der Muskelkraft auf die Achsen und wegen des fehlenden Freilaufs nur Balancieren und langsames Fahren ermöglicht.

### Hinterradantrieb mit Kurbelstangen
Der Hinterradantrieb wurde für Fahrräder mit „normal“ großen Rädern eingeführt (Michaux-Typ).
Die ersten Antriebe hatten Stangen, die von Tretkurbeln an der Vorderradachse zu Hinterradkurbeln führten. Für standfeste Drei- und Vierradwagen gab es solche Antriebe schon seit 1814, zum Beispiel denjenigen von Franz Kurtz. Ein britischer Getreidehändler datierte das Stangenveloziped von Thomas McCall 1869 in einer Pressekampagne in den 1890er Jahren auf 1839 vor und schob es einem Verwandten unter, dem schottischen Schmied Kirkpatrick Macmillan. In Deutschland gab es z. B. 1870 ein Patent von Johann Friedrich Trefz für den Stangenantrieb.

### Hinterradantrieb mit Tretkurbeln zwischen den beiden Laufrädern

#### Kettentrieb zum Hinterrad
Gemeinsam mit dem Kettenantrieb wurde schließlich die Anordnung der Tretkurbeln zwischen den beiden Rädern eingeführt. Durch verschieden große Zahnkränze an Kurbel und Radachse wurde auch das Prinzip der Übersetzung für den Fahrradantrieb übernommen. So konnte mit einer Kurbelumdrehung das Laufrad je nach Übersetzungsverhältnis gleich mehrfach gedreht werden. Diese Neuerung führte zuerst zum „Kangaroo“, einem gemäßigten Hochrad mit beidseitigem Kettenantrieb am Vorderrad. Doch erst der 1878 eingeführte einseitige Kettenantrieb des Hinterrades konnte sich wirklich durchsetzen – die Konstruktion war einfacher und stabiler, das Rad wegen der Entkoppelung von Antrieb und Lenkung leichter zu fahren, und die Sitzposition zwischen Vorder- und Hinterrad gewährleistete ein wesentlich sichereres Fahrverhalten. 1898 erfanden die Gebrüder Nevoigt aus Chemnitz die bis heute eingesetzte Doppelrollenkette.

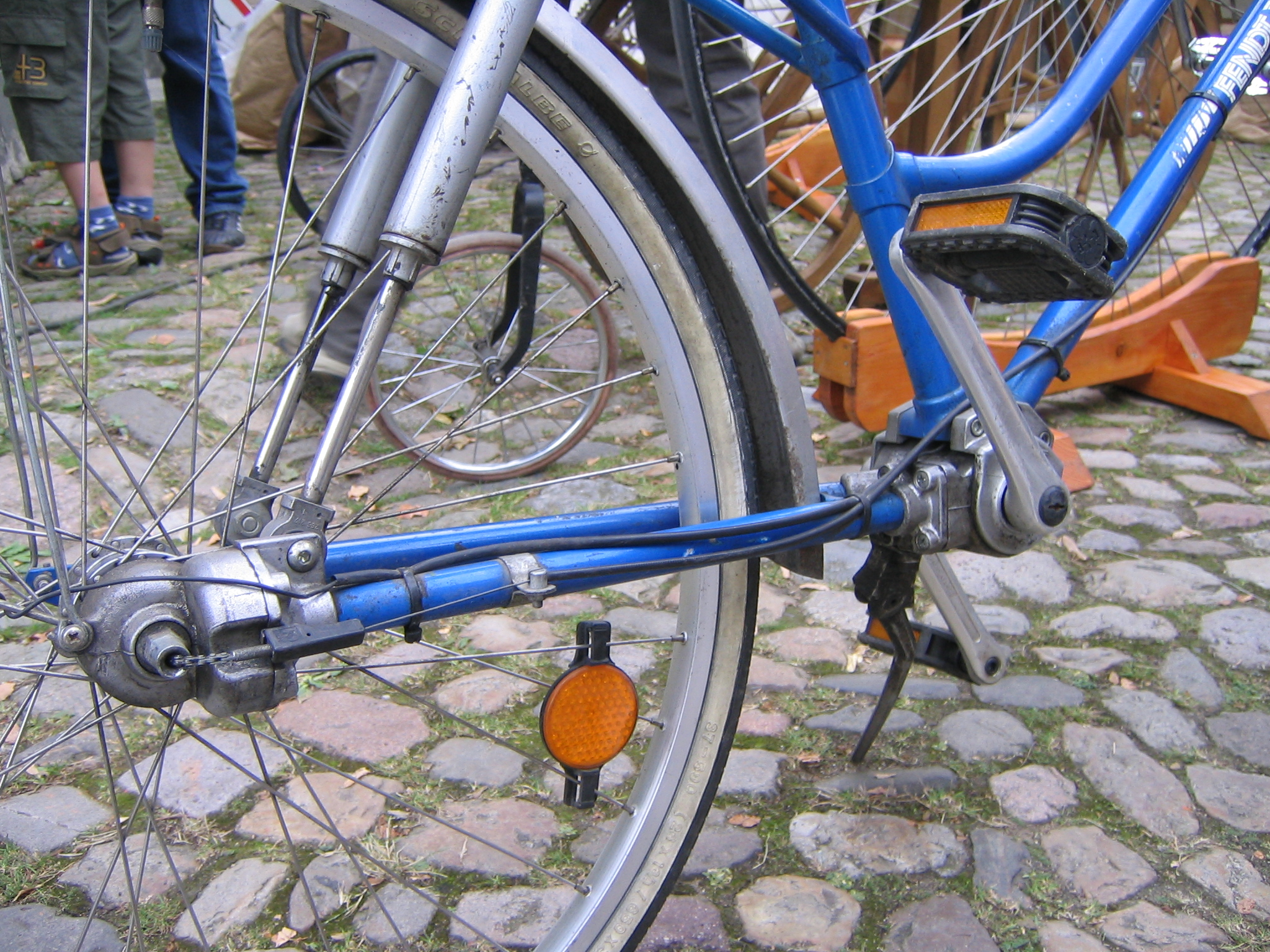
Welle zur Drehmoment-Übertragung an einem Fahrrad, Hinterrad schwingend, kein Kardangelenk

#### Kardanwellentrieb zum Hinterrad
Die Antriebsübertragung von den Tretkurbeln zwischen den beiden Rädern zum Hinterrad mittels einer Welle wird auch heute noch gelegentlich verwendet. An beiden Enden der Welle befindet sich ein Kegelrad je eines Kegelradgetriebes. Dieser Antrieb wird gewöhnlich als Kardanantrieb bezeichnet, obwohl in ihm keine Kardangelenke vorkommen.

#### Zahnriemenantrieb

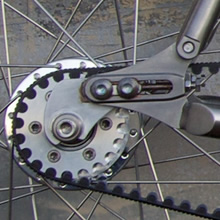
Hinterradnabe mit Zahnriemen-Ritzel. Das Ausfallende ist zum Spannen des Riemens geschlitzt. Zum Einsetzen des Riemens wird die Verbindung zwischen Ausfallende und Sattelstrebe gelöst.

Seit Anfang der 1980er Jahre gibt es Fahrräder mit Zahnriemenantrieb. Dem Vorteil des leichten, sauberen, wartungsarmen und leiseren Laufes steht die Empfindlichkeit gegen Fremdkörper und ungenaues Ausrichten (Flucht) der vorderen gegen die hintere Zahnriemenscheibe gegenüber. Weil der Riemen nicht wie eine Kette teilbar ist, wird der Hinterbau des Fahrradrahmens zum Montieren geöffnet (Spezialanfertigung). Schaltungen mit Wechsel auf andere Riemenräder oder -ritzel (analog Kettenschaltungen) gibt es wegen der großen Riemenbreite und weil der Riemenlauf zwischen vorn und hinten fluchtend sein muss, nicht. Verwendet werden Nabenschaltungen oder Tretlagerschaltungen.
Eine der Kettenschaltung analoge, kleinstufige Schaltung wurde mit Hilfe eines „spreizbaren Ritzels“ (mehrere radial ausfahrbare Stäbe mit je einem kleinen Ritzel am äußeren Ende) verwirklicht, kam aber nicht in den Handel. Ein Zahnriemenantrieb ist außerdem etwas ineffizienter als ein Kettenantrieb, teilweise bis zu 35 % weniger effizient als ein Kettenantrieb, was bei normalem Fahrradfahren jedoch nur ungefähr 1 % höhere Verluste bedeuten, wenn man eine Durchschnittsleistung von 100 Watt annimmt.

### Das „safety bicycle“

Erstes Rover-Bike

Das „safety bicycle“ bzw. „safety“ (deutsch: „Sicherheit“) wurde so genannt, weil es aufgrund der niedrigeren Sitzposition des Fahrers sicherer war als das Hochrad. Zudem war es schneller und auch bequemer als das bis dahin etablierte Hochrad. Die Bezeichnung wurde seit 1876 verwendet, aber es gab Fahrräder dieser Bauform schon seit 1868. Bekanntester Vertreter dieser Bauform war das von John Kemp Starley seit 1885 angebotene „Rover“.
Nach der Nähmaschine wurde das Fahrrad in dieser Bauform zum zweiten technischen Serienprodukt.
Seit 1884 waren in Deutschland auch die ersten brauchbaren Kugellager der von Friedrich Fischer gegründeten „Velociped-Gußstahlkugelfabrik“ erhältlich, die den Reibungswiderstand in Naben und Tretlager drastisch verringerten.
Die Gebrüder Ljungström waren sehr kreative und typische Erfinderpersönlichkeiten des 19. Jahrhunderts. Sie erfanden nicht nur den nach ihnen benannten Turbinentyp, sondern auch eine frühe Form des Fahrrades. Es hatte bereits die heute bekannte Rahmenform, wurde jedoch völlig anders angetrieben. Die Gebrüder verwendeten Klavierdraht und Exzenter statt Fahrradkette und Hinterradritzel. Ihr Svea-Fahrrad mit Freilauf wurde ab 1892 in Serie hergestellt und konnte sich für etwa zehn Jahre am Markt behaupten, bis die technischen Probleme bei der Herstellung von Fahrradketten überwunden waren.
In der Geschichte des Fahrrades wurden immer wieder Alternativen zum Kettenantrieb erfunden und erprobt – von Kardanwellen über Riemenantriebe bis zu hoch komplizierten Hebelmechanismen. Doch keine dieser Entwicklungen konnte bisher langfristig mit der Kette konkurrieren.

## Entwicklungsschritte einiger Bauteile des Fahrrads

### Diamantrahmen und Stahlrohr

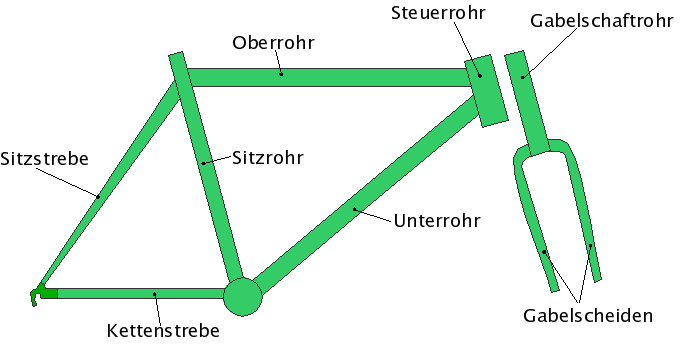
Diamantrahmen

Um 1880 kam der Diamantrahmen auf, eine Fachwerkkonstruktion aus einem Trapez für den Hauptteil und einem doppelten Dreieck für den Hinterbau („Diamant“ ist eine falsche Übersetzung des englischen diamond, was Raute bedeutet und die Rahmenform annähernd beschreibt). Bei manchen heutigen Fahrrädern berühren Ober- und Unterrohr an derselben Stelle den Steuerkopf, sodass das Trapez auch hier zum Dreieck geworden ist.
Vor dem Diamantrahmen (diamond) war der Kreuzrahmen üblich, mit dem die Entwicklung des Niederrads begann. Er bestand im Wesentlichen aus einer Strebe vom Steuerkopf zur Hinterachse (im hinteren Teil gegabelt) und einer zweiten, sie kreuzenden Strebe vom Sattel zum Tretlager. Beim Diamantrahmen werden die Streben fast nur auf Zug bzw. Druck beansprucht und kaum auf Biegung – deshalb ist er wesentlich stabiler als ein Kreuzrahmen. Heute wird der Kreuzrahmen in vollgefederten Fahrrädern verwendet.

#### Rahmen aus nahtlos gezogenem Stahlrohr

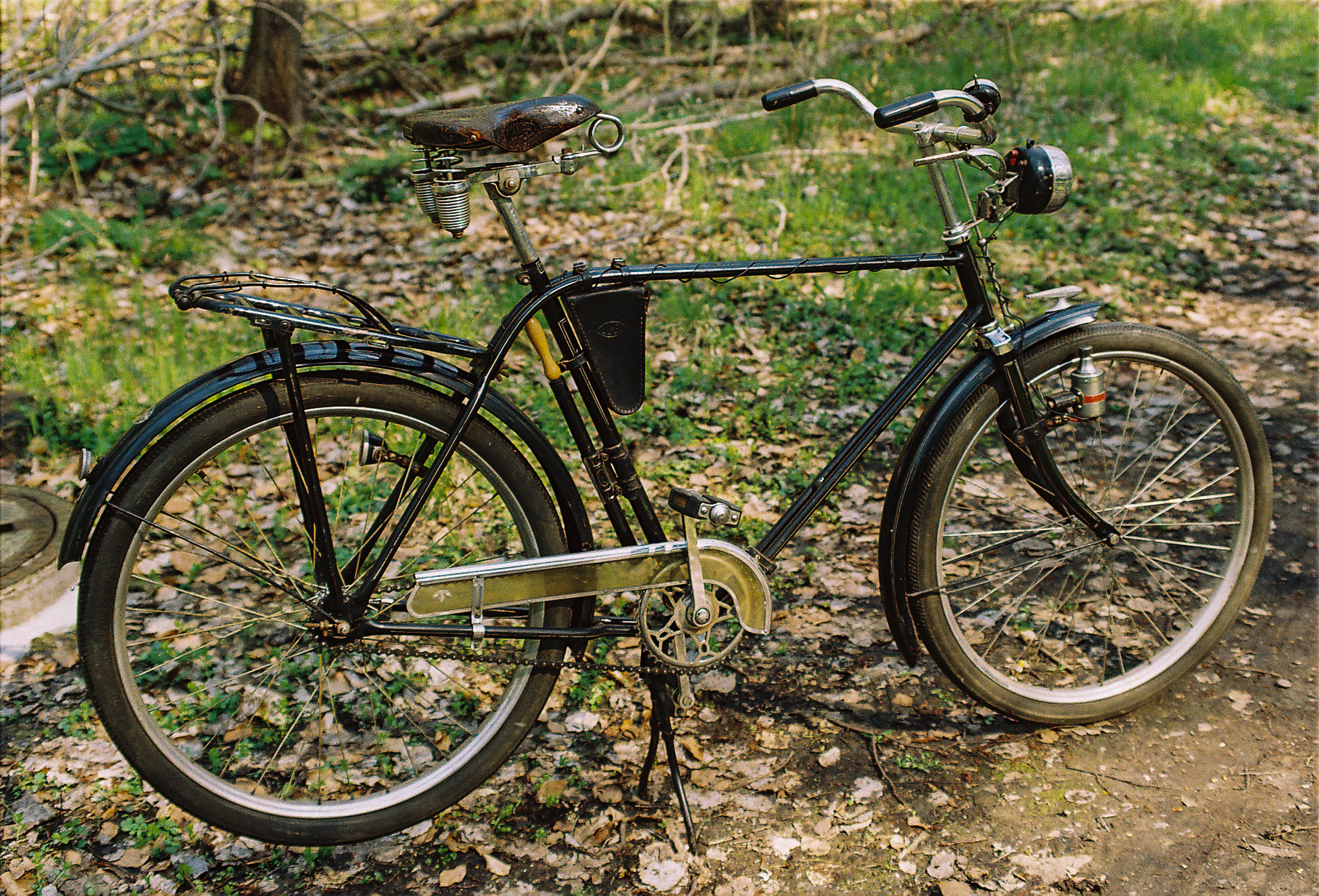
Opel-Fahrrad, 1935

Die Rahmen früherer Fahrräder waren aus massivem Stahl oder Hohlstahl gefertigt und entsprechend schwer. 1885 ließen sich die Brüder Mannesmann ein Verfahren zur Erzeugung nahtloser Stahlrohre patentieren. Mit diesem seit 1890 erhältlichen Stahlrohr war schließlich das Rahmenmaterial gefunden, das bis vor kurzem im hochwertigen Fahrradbau dominierte und inzwischen teilweise durch Aluminium und im Radrennsport auch durch kohlenstofffaserverstärkten Kunststoff (umgangssprachlich Carbon) verdrängt wird. In der Massenproduktion waren allerdings die billigeren, mit Längsnaht geschweißten Stahlrohre üblich.
Das aus Stahlrohr gefertigte „Rover“ mit Diamantrahmen wurde zum Prototyp des modernen Fahrrads. Im Polnischen wird das Fahrrad heute noch als „rower“ bezeichnet.
Die qualitativ hochwertigsten gezogenen Stahlrohre für Fahrradrahmen werden von den Firmen Columbus und Reynolds hergestellt. Sie tragen die Bezeichnungen Columbus SLX bzw. Reynolds 531.

#### Damenräder

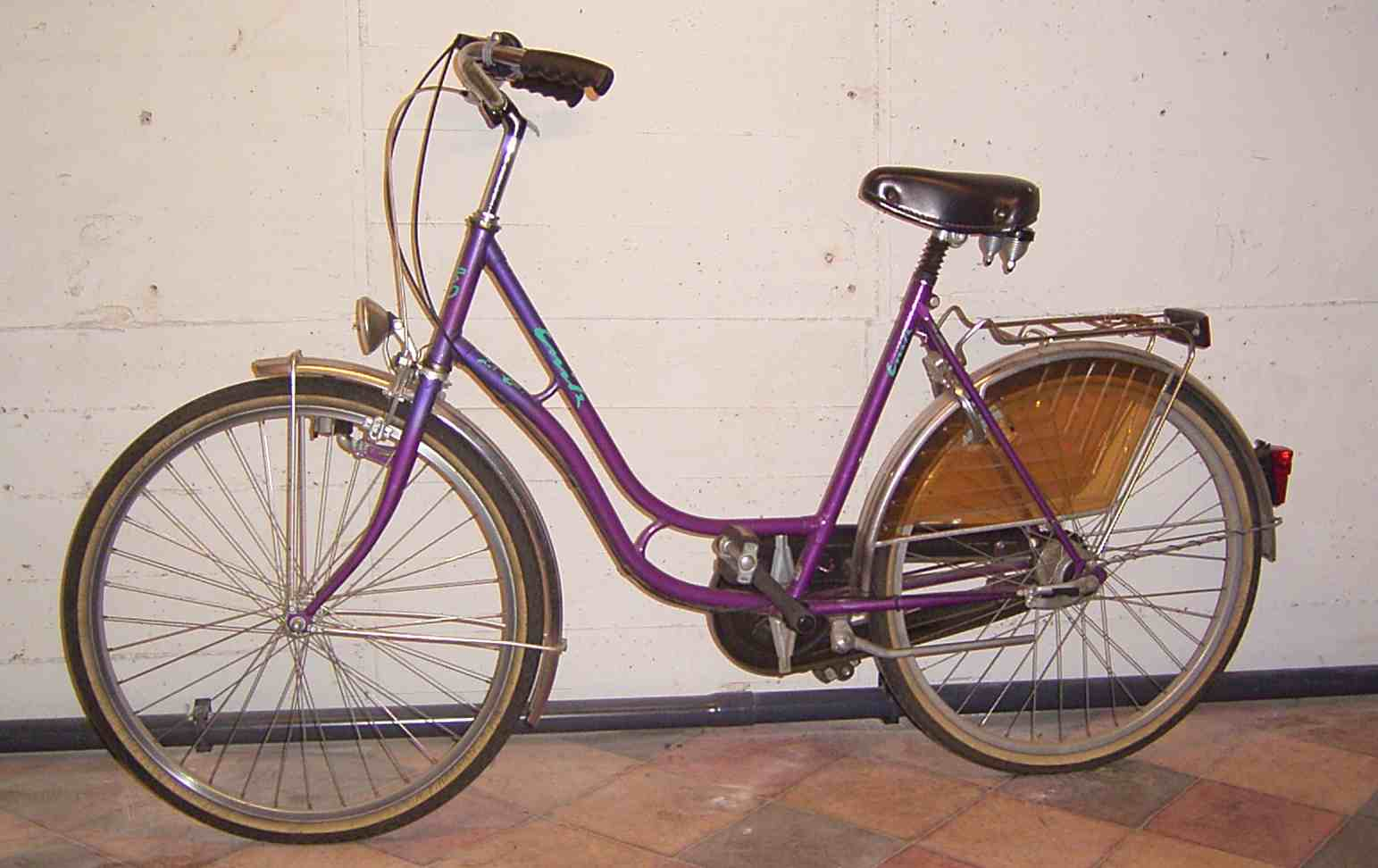
Damenrad mit Schwanenhalsrahmen aus den 1990er Jahren

Eine etwas andere Rahmengeometrie ist bei Damenrädern üblich. Das Oberrohr verläuft – statt vom Steuerrohr direkt waagerecht zum oberen Ende des Sitzrohres – hier teilweise gekrümmt und parallel zum Unterrohr nach unten, wo es das Sitzrohr oberhalb des Tretlagers trifft. In sportlicheren Versionen ist es ungekrümmt und verbindet ungefähr die Mitte des Sitzrohres mit dem Steuerrohr.
Solche Rahmen sind im Prinzip weniger stabil. Sie sind weniger biegesteif in der horizontalen Achse und weniger torsionssteif insgesamt.
Entwickelt wurden Damenräder nicht aus anatomischen Gründen, sondern um Frauen, die einen Rock tragen, das Aufsteigen und Fahren zu ermöglichen. Erst seit etwa 1920 begann das Tragen von Frauenhosen gesellschaftsfähig zu werden.

### Sattel
Der Fahrradsattel ist der Teil des Fahrrades, der dem Fahrer Halt gibt und ihm beim Radfahren das Sitzen in verschiedenen Positionen ermöglicht. Die Form hängt vom Verwendungszweck des Fahrrades sowie von körperlichen Merkmalen des Fahrers ab. Die Technologie bei Fahrradsätteln hat sich in den letzten Jahren stark verändert. In den Anfängen des Fahrrads gab es Sattelmodelle, die rein aus Holz oder gar aus Metall bestanden. Diese wurden aber schon früh durch Ledersättel, die dem Pferdesattel entlehnt waren, ersetzt. Seit Anfang der 1990er Jahre wird zunehmend Kunststoff verwendet. Heute sind Plastiksättel mit Polsterung und Kunstlederbezug (PVC) die gebräuchlichste Bauform. Weltmarktführer bei Fahrradsätteln ist seit etwa 2000 die italienische Firma Selle Royal.

### Luftreifen

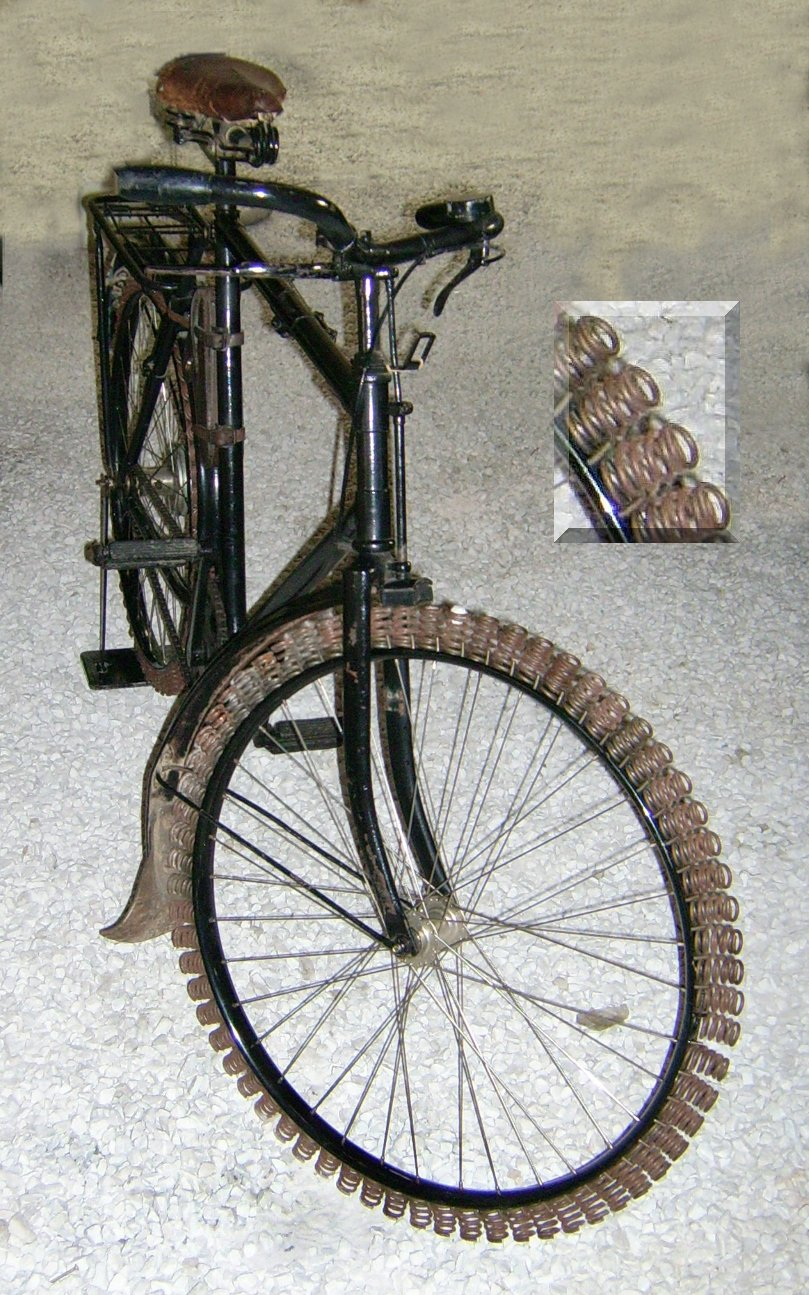
„Notmantel“ aus Schraubendruckfedern

1888 erfand der schottische Tierarzt John Boyd Dunlop zum zweiten Mal nach Robert William Thomson den Luftreifen, der erstmals eine praktikable Dämpfung und zuverlässigere Bodenhaftung ermöglichte. Bis dahin waren Fahrräder mit Eisen- oder seit 1865 mit Vollgummireifen ausgestattet.
Den ersten abnehmbaren Luftreifen erfanden die Brüder Michelin 1890 in Frankreich. Der Luftreifen stieß anfangs auf große Skepsis; den Durchbruch brachten erste Erfolge im Rennsport (siehe auch: Fahrradventil, Fahrradbereifung). Als während des Ersten Weltkrieges eine Knappheit an Kautschuk herrschte, wurden „Notmäntel“ als Nachrüstsatz entwickelt und in Serie hergestellt, bei denen das Rad auf Schraubenfedern lief.

### Freilauf

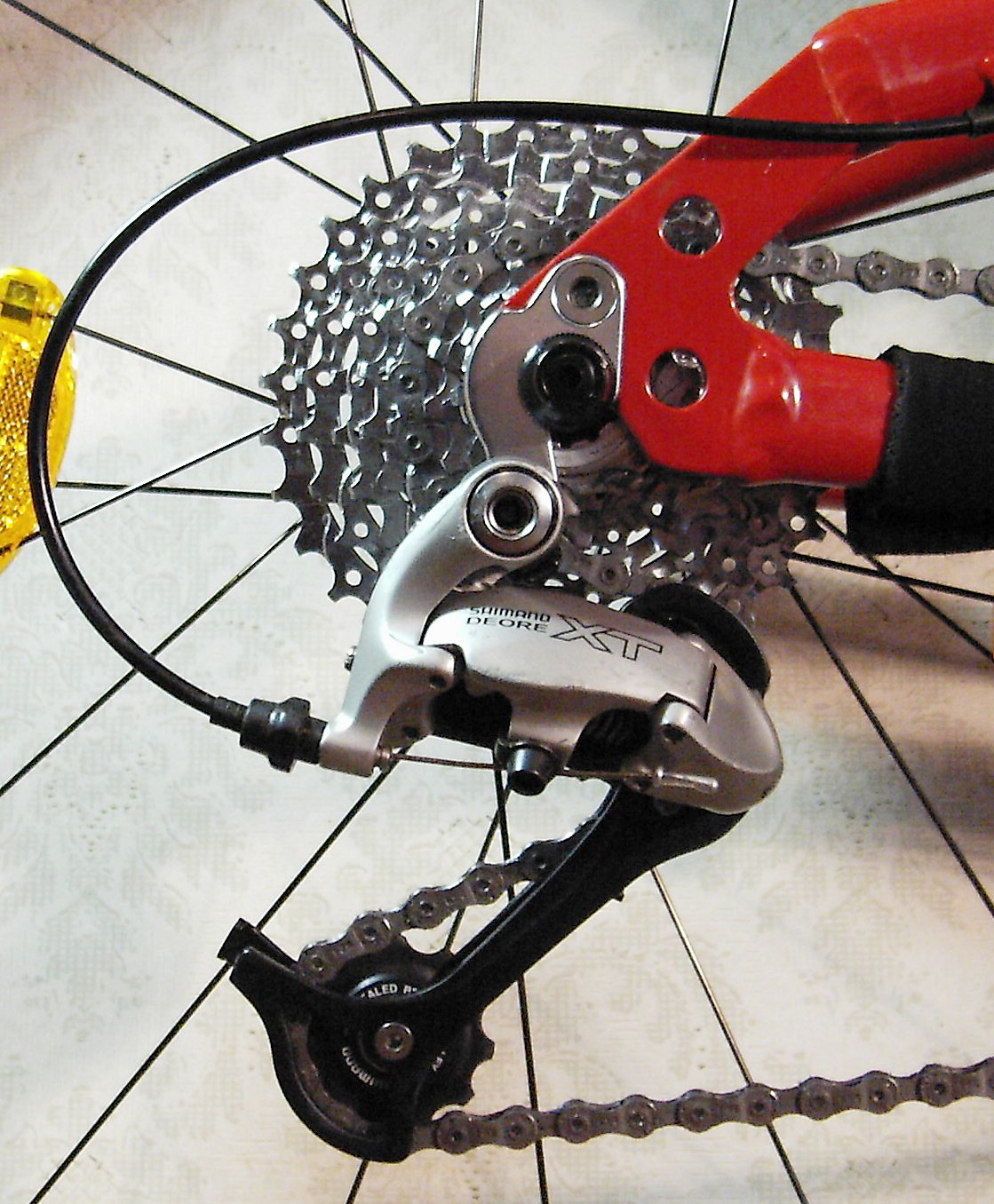
Zahnkranzpaket und Schaltwerk mit langer Schaltschwinge am Hinterrad eines Geländefahrrads

Der von A. P. Morrow 1889 in den Vereinigten Staaten patentierte Freilauf war unter Radfahrern zunächst sehr umstritten. Die Gegner des Freilaufs im Radsport hatten ebenso gewichtige Argumente wie dessen Befürworter. Der in den USA schon früher entschiedene Streit wurde in Deutschland erst nach 1900 durch die erfolgreiche Markteinführung der Torpedo-Freilaufnabe von Fichtel & Sachs mit integrierter Rücktrittbremse beendet.

### Schaltung
1907 wurde die erste Nabenschaltung nach einem Patent der Wanderer-Werke von Fichtel & Sachs als 2-Gang-Schaltung auf den deutschen Markt gebracht. Sie besaß ein Planetengetriebe und eine Rücktrittbremse.
Nabenschaltungen wurden kontinuierlich weiterentwickelt.
Die von Fichtel & Sachs (später unter SRAM) produzierten 3-, 5- und 7-Gang-Naben erfreuten sich in Deutschland großer Beliebtheit, besonders bei Hollandrädern. Die flache Topographie der Niederlande macht niedrige Übersetzungen entbehrlich.
Neuere Entwicklungen gibt es u. a. von den Firmen Shimano mit der 8-Gang-Nabenschaltung Nexus oder der etwas länger übersetzten 9-Gang-Nabenschaltung von SRAM, sowie der Firma Rohloff mit der 14-Gang-Nabenschaltung Speedhub 500/14, in der sich drei Planetengetriebe in einer Nabe befinden.
Die zurzeit einzige Fahrradnabe mit stufenlosem Planetengetriebe ist die NuVinci N360. Ihr Gewicht liegt bei 2,5 kg, die Übersetzungsbandbreite beträgt 360 %.
Die Kettenschaltung stammt von den Gebrüdern Nieddu. Deren Schaltung „Vittoria Margherita“ wurde 1935 von Gino Bartali als erstem Profi gefahren. Nach der damals recht bekannten französischen Schaltung „Super Champion“ (1937) erschien 1946 die erste Schaltung von Campagnolo, die im Gegensatz zu ihren Vorgängern weltweite Verbreitung fand.
Die Nabenschaltung hat im Vergleich mit einer Kettenschaltung den geringeren Wartungsaufwand und damit Alltagstauglichkeit. Nachteilig ist das höhere Gewicht und der etwas geringere Wirkungsgrad – mit Ausnahme des direkten Ganges, bei dem die Kraftübertragung ohne Getriebeeinsatz erfolgt.

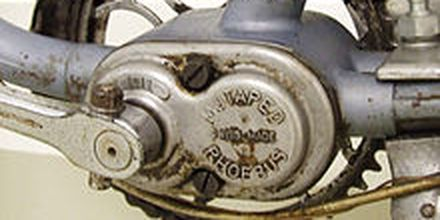
Die Mutaped im Fahrradrahmen sieht den Mittelmotoren bei E-Bikes ähnlich

Tretlagerschaltungen gibt es seit den 1930er Jahren.
Die historische Mutaped-Tretlagerschaltung gab es ab den 1950er Jahren.
Die moderne Tretlager-2-Gang-Schaltung der Schweizer Firma Schlumpf lässt sich mit allen Nabenschaltungen kombinieren. Sie kommt unter anderem auch im Einrad der mehrfachen Weltrekordmeisterin Jana Tenambergen zum Einsatz.

### Weitere Entwicklung
Die im Zusammenhang mit dem Fahrrad gemachten Erfindungen waren wegbereitend für die Entwicklung des Motorrads und des Automobils um 1900, ebenso wie der Kampf gegen Fahrverbote der Obrigkeit.
Die weitere Entwicklung des Fahrrads orientierte sich am Konzept des Niederrads – lediglich mit Varianten bei Konstruktion und Materialien. Zunächst wurden größere Fortschritte bei Gangschaltung und Bremsen gemacht. Entsprechende Impulse gingen von der Entwicklung des Mountain Bikes (MTB) in den USA aus. Seit den 1990er-Jahren werden Fahrräder zunehmend mit einer Fahrradfederung ausgestattet. Besonders in den 1980er- und 1990er-Jahren wurde viel mit alternativen Bauformen experimentiert, die sich aber nicht durchgesetzt haben. Das wiederholt sich momentan teilweise im Bereich der Mountainbikes, wo immer wieder neue ungewöhnliche Rahmenkonstruktionen zu sehen sind. Im Straßen-, Bahn- und Crossradrennsport bleibt jedoch der Diamantrahmen Standard.
Mit der Umweltbewegung sind seit den 1980er-Jahren Sonderformen wie Dreiräder, Liegeräder und Velomobile wiederentdeckt und weiterentwickelt worden, werden aber vom Fahrradhandel nicht so unterstützt wie die im Radrennsport gebräuchlichen Formen. Für diesen Sport wurden solche Räder vom Welt-Radsport-Verband UCI bereits in den 1920ern verboten.

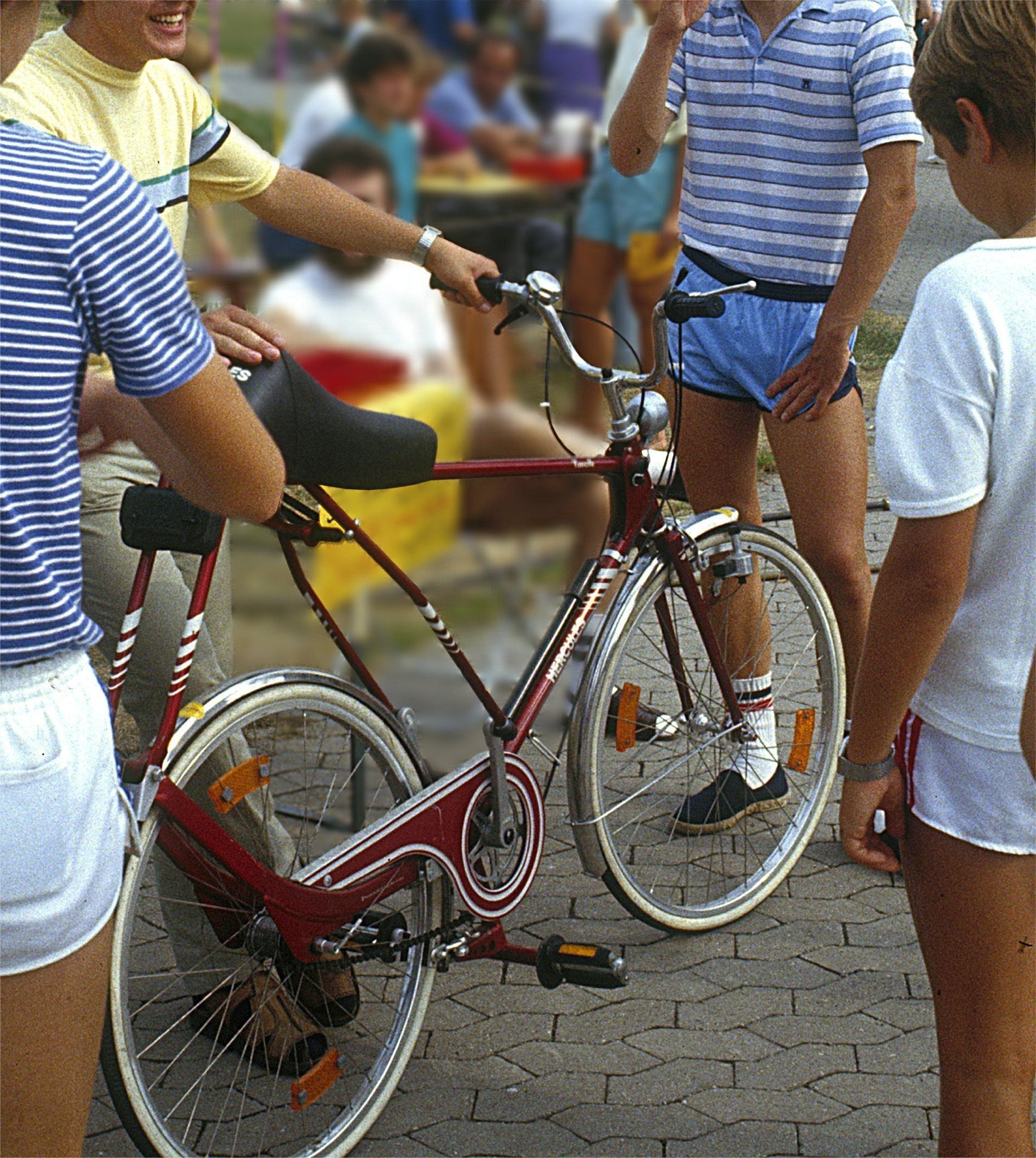
Hercules Cavallo

Mit Blick auf die Gesundheitsförderung und die ganzheitliche Betätigung des Körpers wurde das Cavallo entwickelt. Es ist ein Fahrradtyp, der eine neue Antriebsart einführen sollte. Das Fahrrad wurde nicht mit den Füßen über Pedale, sondern durch Körperbewegungen über eine Konstruktion mit vier Gelenken des Rahmens und den Fahrradsattel angetrieben. Dabei wirkten zwei Rahmenrohre als Pleuel auf die Kurbelarme des Antriebszahnrades. Die für die Fortbewegung erforderlichen Bewegungsabläufe erinnerten entfernt an das Reiten eines Pferdes, was dem Fahrzeug seinen Namen gab (Cavallo ist Italienisch für Pferd).
Heute werden Fahrradrahmen zum Großteil aus Stahl und Aluminium hergestellt, häufig mit größerem Rohrdurchmesser. Im Radsport werden auch Rahmen aus Carbon eingesetzt.
Meilensteine waren um die Jahrtausendwende die Erfindung leichtläufiger Nabendynamos sowie von Rücklichtern mit Leuchtdioden. Einige Jahre später kamen leistungsstarke Scheinwerfer sowie Kondensatoren hinzu, die während der Fahrt Energie speichern und im Stillstand mehrere Minuten die Lampen leuchten lassen. Diese Erfindungen ermöglichten bei sachgerechter Montage und Verkabelung erstmals eine zuverlässige, nahezu wartungsfreie und ständig betriebsbereite Lichtanlage.

## Gesetzliche Bestimmungen
Nach dem Wiener Übereinkommen über den Straßenverkehr vom 8. November 1968 sind Fahrräder im Sinne des Straßenverkehrs jedes Fahrzeug mit wenigstens zwei Rädern, das ausschließlich durch die Muskelkraft auf ihm befindlicher Personen, insbesondere mit Hilfe von Pedalen oder Handkurbeln, angetrieben wird. Für den internationalen Verkehr sind nach Art. 44 des Übereinkommens eine Bremsanlage, eine Klingel und eine Beleuchtungseinrichtung vorgeschrieben. Einräder gelten somit nicht als Fahrräder.
Fahrräder, die am öffentlichen Straßenverkehr teilnehmen sollen, müssen gesetzliche Mindestanforderungen erfüllen. Häufig werden bei Fahrradhändlern allerdings auch Räder verkauft, die diesen Standards nicht entsprechen. Diese müssen nachgerüstet werden, bevor sie auf Straßen oder Radwegen bewegt werden. Für die Einhaltung der Vorschriften ist generell der Fahrer zuständig. Verstöße werden als Ordnungswidrigkeiten geahndet.
In vielen Ländern gibt es spezifische Regelungen zu den technischen Anforderungen zur Verwendung eines Fahrrades im öffentlichen Straßenverkehr. Diese ergänzen in der Regel die rechtlichen Bestimmungen zum Radverkehr. Die rechtlich festgesetzten technischen Anforderungen unterscheiden sich von Land zu Land, so auch in den deutschsprachigen Ländern:

### Europa
Lärmgrenzwerte
Euro 4, geltend für Neuzulassungen ab 01/2016:
- für Fahrräder mit Antriebssystem: 63 dB(A)[56]

### Deutschland

Sinnbild der StVO für Radverkehr

In Deutschland regelt die Straßenverkehrszulassungsordnung (StVZO) die Betriebsvorschriften für Fahrräder.
- Fahrräder müssen zwei voneinander unabhängige Bremsen haben. Beide Bremsen dürfen sich an einem der Laufräder befinden.
- Fahrräder müssen mit mindestens einer helltönenden Glocke ausgerüstet sein. Es ist nicht definiert, was helltönend meint.
- Als Beleuchtung sind ein weißer Scheinwerfer und eine rote Schlussleuchte vorgeschrieben. Scheinwerfer und Schlussleuchte dürfen nur zusammen einschaltbar sein. Dies gilt jedoch nicht für Batterielichter und das Standlicht, bei dem das Rücklicht im Stand noch einige Zeit, typisch abklingend nachleuchtet.
- Weiterhin muss am Heck ein roter Rückstrahler zwischen 25 und 120 cm über der Fahrbahn befestigt sein. Nach vorne wirkend ist ein weißer Rückstrahler vorgeschrieben. Weiterhin sind gelbe Rückstrahler an den Pedalen und seitlich wirkende in den Speichen anzubringen. Statt letzteren sind auch Reifen oder Felgen mit ringförmigen Reflexstreifen sowie rückstrahlende Speichen und Speichenhülsen zulässig (Fahrradbeleuchtung).
- Nach DIN EN 14764 (und der veralteten DIN 79100) müssen Fahrräder grundsätzlich nur für ein Gesamtgewicht von 100 kg ausgelegt sein. Das Gesamtgewicht bezieht sich dabei auf die Summe aus Eigengewicht des Fahrrades, Gewicht des Gepäcks und Gewicht des Fahrers samt Kleidung. Fahrer mit einem Eigengewicht von über 80 kg sollten auf ein explizit ausgewiesenes höheres zulässiges Gesamtgewicht achten.

### Österreich
In Österreich existiert in Ergänzung zur StVO die Fahrradverordnung, in der vorgeschrieben ist, welche technischen Anforderungen an Fahrräder gestellt werden (das „Inverkehrbringen“), um sie im öffentlichen Verkehr zu bewegen. Zu beachten ist, dass mit der Fahrradverordnung nur der Betrieb der Fahrräder geregelt ist, nicht jedoch mit welcher Mindestausstattung die Fahrräder von den Händlern verkauft werden müssen: Am 9. Oktober 2013 ist die erste Novelle der Fahrradverordnung in Kraft getreten.
- Als Rennrad gelten Fahrräder, die maximal 12 kg schwer sind, einen Rennlenker und schmale Reifen haben (Felgen(außen)durchmesser mind. 630 mm, Felgen(außen)breite max. 28 mm).[59]
- Fahrräder müssen zwei voneinander unabhängige Bremsen haben, mit denen auf trockener Fahrbahn eine mittlere Bremsverzögerung von 4 m/s² aus einer Ausgangsgeschwindigkeit von 20 km/h erreicht wird.
- Fahrräder müssen mit einer Vorrichtung zur Abgabe von akustischen Warnzeichen (Glocke, Hupe etc.) ausgerüstet sein. Von der Vorschrift ausgenommen sind Rennräder.
- Als Beleuchtung sind ein weißer oder hellgelber Scheinwerfer mit mindestens 100 cd und eine rote Schlussleuchte mit mindestens 1 cd vorgeschrieben. Nicht zulässig nach Zusatzdokument „Ziel der Fahrradverordnung“ sind Scheinwerfer und Rücklichter, die am Körper getragen werden (dementsprechend auch nicht am Helm). Bei Tageslicht und guter Sicht dürfen Fahrräder ohne diese Ausrüstung verwendet werden.
- Zur passiven Beleuchtung muss vorne ein weißer, hinten ein roter Rückstrahler mit je 20 cm² Leuchtfläche befestigt sein. Weiterhin sind gelbe Reflektoren an den Pedalen oder gleichwertige Einrichtungen sowie seitlich wirkende an den Speichen anzubringen. Statt letzteren sind auch ringförmig zusammenhängende weiße oder gelbe Streifen zulässig. Von der Vorschrift ausgenommen sind Rennräder.

Wichtigste Ergänzungen durch Novellierung der Fahrradverordnung (9. Oktober 2013)
- Reflektierende Klebefolien sind als Rückstrahler erlaubt.
- Das Transportieren von Kindern am Lastenfahrrad ist erlaubt.
- Rennräder dürfen Anhänger ziehen.

### Schweiz
In der Schweiz finden sich die Betriebsvorschriften für Fahrräder in der Verordnung über die technischen Anforderungen an Strassenfahrzeuge (VTS).
- Am Rahmen des Fahrrads muss eine leicht feststellbare, individuelle Nummer eingeschlagen und der Name der Herstellerfirma oder eine Marke unverwischbar aufgetragen sein. Die Pflicht zum Anbringen einer Versicherungsvignette entfiel zum 1. Januar 2012.
- Fahrräder müssen zwei kräftige Bremsen haben, von denen eine auf das Vorder- und eine auf das Hinterrad wirkt.
- Akustische Warneinrichtungen sind nicht vorgeschrieben. Bis 2016 mussten Fahrräder mit einer gut hörbaren Glocke ausgerüstet sein, andere Warnvorrichtungen waren untersagt. Von der Vorschrift ausgenommen waren Fahrräder unter 11 kg.
- Fahrräder sind mit einer Diebstahlsicherung zu versehen.
- Als Beleuchtung ist mindestens ein nach vorn weiß und ein nach hinten rot leuchtendes, ruhendes Licht vorgeschrieben. Diese Lichter müssen nachts bei guter Witterung auf 100 m sichtbar sein. Sie können fest angebracht oder abnehmbar sein und dürfen nicht blenden.
- Zur passiven Beleuchtung muss vorne ein weißer, hinten ein roter Rückstrahler mit je 10 cm² Leuchtfläche befestigt sein. Darüber hinaus sind gelbe Reflektoren an den Pedalen anzubringen, ausgenommen sind Renn- und Sicherheitspedale.

## Organisationen
Einige Organisationen, die sich für das Fahrrad als Verkehrsmittel engagieren, sind:
in Europa
- European Cyclists’ Federation (ECF)

in Deutschland
- Allgemeiner Deutscher Fahrrad-Club (ADFC)
- Initiative Volksentscheid Fahrrad (Changing Cities e. V.)
- RKB
- Bikekitchen Fahrrad-Selbsthilfewerkstätten

in Österreich
- ARGUS
- Verkehrsclub Österreich (VCÖ)

in der Schweiz
- Pro Velo Schweiz
- SFMGV Schweizerischer Fahrrad und Motorrad Gewerbeverband
- Schweizerische Fachstelle Velo und E-Bike (SFVE)